# 男はつらいよ

柴又駅前にたつ「フーテンの寅」こと車寅次郎の銅像

『男はつらいよ』（おとこはつらいよ）は、渥美清主演、山田洋次原作・監督（一部作品除く）のテレビドラマおよび映画シリーズである。主人公の愛称から「寅さん」（とらさん）シリーズとも称される。

## 概要
テキ屋稼業を生業とする「フーテンの寅」こと車寅次郎が、何かの拍子に故郷の柴又に戻ってきては、何かと大騒動を起こす人情喜劇で、毎回旅先で出会った「マドンナ」に惚れつつも失恋するか身を引くかして、成就しない。寅次郎の恋愛模様を日本各地の美しい風景を背景に描く。
フジテレビプロデューサー小林俊一が、渥美清主演の新しいテレビドラマの企画を検討していた際に、渥美清に相談。渥美が、脚本家としても活動していた新人監督の山田洋次を推薦。旅館で執筆中の山田を小林と共に訪ねた渥美が、少年時代に憧れていたテキ屋の話や、自身の青春時代の話を披露、その時の雑談を元に、テレビドラマ「男はつらいよ」の物語が誕生した。
1960年代のドラマの主人公は、正統派の2枚目がほとんどで、「テキ屋が主役」という当時としては、斬新な設定のドラマの成功後、落語の長屋物からの影響、東映の「ヤクザ映画」のパロディとして企画されたという推論、松竹映画に出演していた安藤昇が面識のある山田に「ヤクザ者が一般社会に入ってくることから巻き起こる物語」の案を話したエピソード、など、様々な面からの影響が唱えられている。
フジテレビが制作・放送したテレビドラマは、1968年（昭和43年）- 1969年（昭和44年）に、放送されたが、柴又では、撮影が行われていない。当初、全く人気がなかったが、徐々に視聴率が上がり、最終回で、ハブ酒を作ってひと儲けしようとした寅次郎が、奄美大島で、ハブに咬まれて毒が回り死ぬ、という結末を迎えると、視聴者から抗議が殺到。映画化につながった。
映画シリーズは、山田洋次が全作の原作・脚本を担当。松竹によって1969年8月27日に第1作が公開され、1995年（平成7年）までに渥美が参加した48作が製作された。1997年（平成9年）には、特別篇、2019年（令和元年）には、映画公開50周年を記念して、23年ぶりに新作として、50作目が公開された。
当時の松竹社内では、映画化に反対の声が多く、期待されていなかったので、シリーズ化も想定されていなかった。2作で終わる予定で、第1作の観客動員数は54万3000人とまずまずの結果となり、早々に第2作が再作開始。第3作は森﨑東が、第4作を小林俊一が監督を行い、山田はこれらはもういいと思い脚本のみ手掛けた。第5作は山田が再び監督しシリーズを完結させる予定であったが、それまでトントンの線で横ばい状態であった観客動員が一挙に5割増しとなり(それでもシリーズ平均の観客動員165万の半分にも及ばない72万人という小ヒットである)、これを受けてシリーズ継続となった。そのため、第5作は、続編製作の保証がない状態で作られた第1作、山田が当初2部作構想としていた第2作とともに、ある種の完結感を持ってしめくくられている。
以降、尻上がりで全作品がヒット、特に第8作は前作比6割増の爆発的飛躍で、以降は100～200万台の動員を見込める松竹のドル箱シリーズとなった。30作を超えた時点で世界最長の映画シリーズ（作品数）としてギネスブック国際版にも認定された（年数では『007』シリーズの方が長い）。山田は全50作完結を構想し、第49作『寅次郎花へんろ』準備中に渥美の死去により、1995年（平成7年）に公開された第48作『男はつらいよ 寅次郎紅の花』をもって終了（打ち切り）になった。その後、ファンからのラブコールが多かったとのことで、『男はつらいよ 寅次郎ハイビスカスの花』を再編集し、新撮影分を加えた『男はつらいよ 寅次郎ハイビスカスの花 特別篇』が1997年（平成9年）- 1998年（平成10年）に公開された。
1972年（昭和47年） - 1985年（昭和60年）の14年間はきっちりお盆と年末年始の年2回公開が守られており、多くの人が帰省休みを取るこの時期を彩る日本の風物詩とまでいわれた。なお、通常の「正月映画」が12月3週目あたりから公開されるのに対し、同シリーズは年末ぎりぎりの公開として初冬の風景をおりこんでいる。
1981～1985年は曜日にかかわりなく12月28日公開に固定されていたぐらいだが、後期はやや早まってクリスマス前後に公開されるようになった。また、前述の冬公開から「寅さん」は冬の季語にもなっている。1986年と1988年は山田がそれぞれ『キネマの天地』『ダウンタウン・ヒーローズ』に取り組む都合でお盆はお休み、これを挟んだ1987年と1989年はお盆・正月製作が守られたものの、渥美の体力低下もあって1990年以降は正式に正月のみの年1本製作へと変更された。前後して、恒例であった冒頭の夢の場面も次第になくなっていく。
渥美が撮影に参加した映画シリーズ48作の配給収入は464億3000万円、観客動員数は7957万3000人 を記録。ビデオソフトは1996年7月末までにセル用とレンタル用の合計で85万本が流通している。その後、ほぼすべての配信プラットフォームで全作品が視聴可能となっている。
1969年（昭和44年）の映画第1作公開から50周年に当たる2019年（令和元年）12月27日には、旧作の名場面に新撮部分を加えた第50作『男はつらいよ お帰り 寅さん』が公開。2018年（平成30年）9月6日に誕生50周年を迎える来夏頃に“50作目”となる新作映画を公開することが6日、都内で行われた『50周年プロジェクト』会見で発表された。“22年ぶり”となる新作には、シリーズ全49作を4Kデジタル修復した映像と、新たに撮影される映像が使用される。あわせて、2年をかけて4Kデジタル修復されたシリーズ全49作のBlu-ray Disc発売と全国劇場公開、東京都葛飾区柴又の寅さん記念館のリニューアルオープン、山田洋次監督の小説『悪童 小説 寅次郎の告白』の刊行、BSテレ東の企画『やっぱり土曜は寅さん!』による全49作のテレビ放送、などが行われた。

## テレビドラマ
フジテレビ系列で1968年10月3日から1969年3月27日まで毎週木曜日22時00分 - 22時45分に放送された。脚本は山田洋次・稲垣俊・森崎東らが手掛けた。全26話だが、映像は第1話と最終話しか現存していない（後述）。

### あらすじ（テレビドラマ）
東京の東の外れ、葛飾区柴又に帝釈天こと名刹題経寺がある。門前町には名物の草団子を商う店が軒を連ねている。その中に「とら屋（とら家）」という江戸時代から続く老舗があった。そこには主人の車竜造（森川信）と妻のつね（杉山とく子）、そして両親と長兄を亡くし、腹違いの次兄は行方知れずになったままの姪さくら（長山藍子）が暮らしている。
1968年（昭和43年）夏、日々何事も無く平凡な毎日を過ごしている「とら屋」一家のもとに、行方不明だったさくらの次兄・寅次郎（渥美清）が18年ぶりに帰って来た。感動の対面を果たす兄と妹。ただし、すぐに人相の悪い怪しげな寅次郎の仲間達が押しかけてきてどんちゃん騒ぎを始める。あまりの非常識な振る舞いにさくらの怒りを買った寅次郎は、翌日反省し再び旅に出て二度と帰らないことを決める。ところが、柴又の町内を出ないうちに近所に住む恩師の散歩先生（東野英治郎）の娘で幼馴染みの坪内冬子（佐藤オリエ）に出会い一目惚れ。冬子恋しさにそのまま「とら屋」に居つくことになる。旅暮らしでいつかは一獲千金が実現することを夢見ながらテキ屋稼業をしている寅次郎は、平穏なとら屋の日常を過激なまでに変えてしまう。可愛いさくらのために奮闘努力を誓う寅次郎だが、ほとんど空回りに終わる。さくらといい仲だった恋人の道夫（横内正）との間に入ってぶち壊しにしたり、次から次へと変な知り合いを連れてきたり、警察のご厄介になったり、テレビに出て大恥をさらしたり、はたまた急にアメリカ航路に密航して心配させたり大騒動続きである。そんな寅次郎の破天荒な生き様を最初は煙たがっていたさくらたちだが、次第に刺激を与えられることを楽しむようになる。それと共に、寅次郎の悪気が無く憎めない人柄を愛するようになっていく。その後、さくらは寅次郎が仮病で入院した時に知り合った医師の諏訪博士（井川比佐志）と結婚。体調を崩した竜造は「とら屋」をたたむことを決意、散歩先生は亡くなり、冬子も恋人の藤村（加藤剛）との結婚を決めた。
心の拠り所が無くなった寅次郎は一獲千金を狙い、弟の雄二郎（佐藤蛾次郎）を引き連れて奄美大島へハブを捕まえに行く。時は流れ、さくらのお腹に赤ちゃんが授かった頃、突然雄二郎がやってくる。奄美大島でハブに噛まれて絶命した寅次郎の遺品という帽子を携えて…。信じられないさくら。その夜、さくらのアパートにひょっこりと寅次郎が現れる。「やっぱり生きてたんだ!」喜ぶさくらだが寅次郎はすぐに姿を消す。慌てて外へ出ると寅次郎は愛唱歌「喧嘩辰」を歌いながら去っていく。追いかけるさくらが公園に来たところで、寅次郎の姿はフッと消えてしまう。心配して駆けつけた博士の腕の中で、いつまでも泣き続けるさくらだった。

### 登場人物（テレビドラマ）
- 車寅次郎（別名フーテンの寅、通称寅さん又は寅ちゃん）：渥美清
- 車さくら（戸籍上は車櫻。寅の腹違いの妹）：長山藍子
- 車竜造[注 2]（寅の叔父。通称おいちゃん又はおじちゃん[注 3]）：森川信
- 車つね（竜造の妻。通称おばちゃん）：杉山とく子
- 坪内冬子（マドンナ。寅とさくらの幼馴染）：佐藤オリエ
- 坪内散歩（寅の恩師で英語の先生。冬子の父）：東野英治郎
- 諏訪博士（ひろしと読むが寅ははかせと呼ぶ。寅の担当医。物語終盤にさくらと結婚する）：井川比佐志
- 川又登（寅の舎弟でとら屋の従業員）：津坂匡章
- 染子（寅の実母、京都の連れ込み旅館の女将）：武智豊子
- 川島雄二郎（自称・寅の実弟。タネ違いの弟。その髪形から寅はドイツの鉄兜と呼ぶ）：佐藤蛾次郎
- 山本久太郎（通称Qさん。寅の昔の仲間で泥棒として登場）：佐山俊二
- 鎌倉道夫（さくらの恋人）：横内正
- マクナマラ（画家）：マーティ・キーナート
- しののめの銀蔵（寅の親分）：杉狂児
- 中村瑞枝（寅の昔馴染み）：市原悦子
- 高橋英吉（瑞枝の内縁の夫）：田中邦衛
- マスター（スナックの店主）：田武謙三
- 愛子（喫茶店のウエイトレス）：寺田路恵
- アケミ（竜造の浮気相手）：宮本信子
- 岡村亀雄（寅の同級生）：塚本信夫
- 畠山三太郎（寅の昔の仲間）：谷幹一
- 畠山ツル子（三太郎の妻）：春川ますみ
- 藤村薫（バイオリニスト。冬子の恋人）：加藤剛
- 小川宏ショー出演者（特別出演。いずれも本人名義）：小川宏、露木茂、田代美代子

### スタッフ（テレビドラマ）
- 原案・脚本：山田洋次
- 演出：小林俊一
- 音楽：山本直純
- 技術：永島敏夫
- 美術プロデューサー：山本修身
- 美術デザイン：中田竜介

### ネット局（テレビドラマ）
- フジテレビ（制作局）：木曜 22:00 - 22:45
- 札幌テレビ：月曜 22:00 - 22:45[14]
- 仙台放送：木曜 22:00 - 22:45[15]
- 福島テレビ：土曜 14:00 - 14:45（1969年に放送）[16]
- 富山テレビ：土曜 17:00 - 17:45（1970年に放送）[17]
- テレビ静岡（開局翌月の1969年1月から放送）：木曜 22:00 - 22:45[18]
- 東海テレビ：木曜 22:00 - 22:45[19]
- 関西テレビ：木曜 22:00 - 22:45[20]
- 山陽放送：木曜 22:15 - 23:00[21]
- 広島テレビ：金曜 22:00 - 22:45[21]
- テレビ西日本：木曜 22:00 - 22:45[22]
- 熊本放送：木曜 22:45 - 23:30[23]
- 沖縄テレビ：土曜 13:45 - 14:30[24]

### 製作
1966年にフジテレビで放送されていた、渥美清主演の連続テレビドラマ『おもろい夫婦』が大ヒットしており、これをきっかけに昭和40年代の同局では、渥美の連続ドラマが毎年のように放送されていた。本作は第3作にあたる。
制作は、フジテレビと当時の渥美の所属事務所の高島事務所。企画と演出はフジテレビ制作部のディレクター兼プロデューサー（当時）の小林俊一、同局の編成部では白川文造が係わった。
1968年夏、松竹の中堅監督であった山田洋次が、フジテレビから渥美主演のドラマの脚本の依頼を受けたことで本作の企画が始まった。本作の原点となったのはフランスの国民的作家・マルセル・パニョルによる喜劇「マルセイユ3部作」（『マリウス』〈1929年〉、『ファニー』〈1932年〉、『セザール』〈1936年〉）で、学生時代に演劇好きの友人から戯曲を借りて読み「なんとここには日本人しか分からないと思っていた落語や浪花節の人情の世界がマルセイユを舞台にしてたっぷりと描かれているではないか」と感銘を受けた山田は後にフジテレビから渥美主演のテレビシリーズの脚本執筆を打診された際に青春時代に読んだ同シリーズを思い出し、「マリウスは博で、ファニーはさくら。セザールは渥美さんが演じた寅さん」と同シリーズに登場する愛すべき人物たちを中心にさらに熊五郎・八五郎・ご隠居といった古典落語の登場人物も重ね合わせて本作の登場人物たちを構築。
主人公の「寅さん」については、執筆に先立って「ゆっくり話がしたい」と主演の渥美と東京・赤坂の旅館で対面し、まるで名人の落語を聞くかのように驚異的な記憶力とテキ屋の口上など豊かな話術で笑わせる渥美から「この人は本当に頭がいい人だな。こういう人が愚かな男を演じると面白い話ができるのでは」「落語に出てくる熊さんのようなキャラクターが、この人ならできるんじゃないか」との着想を得て、落語の熊さんと結びつけながら「下町の不良少年のなれの果て」という「寅さん」のキャラクターを創造していった。柴又帝釈天の舞台設定は、助監督時代に作家の早乙女勝元との打ち合わせの折に帝釈天参道で食事したことを思い出し、戦災から逃れた風情の残る街並みと「葛飾、柴又、帝釈天」の語感が良さから決定。ほどなく門前の団子屋の設定も決まった。
企画段階でのタイトルは『愚兄賢妹』という番組名だったが、フジテレビの営業から「愚兄賢妹では堅苦しくて番組として売り難い」と言われたため、タイトルを変更することになる。そして、北島三郎が唄っていた『意地のすじがね』の中にあった「つらいもんだぜ男とは」という歌詞をヒントに、小林俊一が『男はつらいよ』と命名した。
他にも、同時期にTBS系列で放送されていた渥美清主演のテレビ映画『泣いてたまるか』の、最終話のタイトルが「男はつらい」であり、この回の脚本を山田洋次が書いていたことも決め手となった。他にも渥美清が良く口ずさむ歌が北島三郎であり、その作詞者が星野哲郎であることも主題歌の作詞を依頼する決め手になった。
音楽の山本直純に関しては小林俊一がドラマを企画する際に好んで依頼していたのが山本であり、一連の渥美ドラマでも同様に山本直純に依頼した。

### 放送とその後
船山馨原作のベストセラー小説をドラマ化した『連続大河ドラマ・石狩平野』（脚本：早坂暁、主演：南田洋子）が不調で、1年の放送期間が半年に短縮された。これにより、秋の番組編成に穴が空いてしまったため、本作の放送時間が木曜22時となる。今でこそ木曜22時は「木曜劇場」で定着しているが、当時のこの時間帯は他局が圧倒しており、大苦戦が続いたフジは同局の渥美ドラマの人気で打破したい思惑もあった。
放送開始当初こそ視聴率は苦戦を続けたが、回数を重ねる毎に少しずつ上昇していき、番組終了までに最高で20パーセント台を達するまでになった。視聴率としては高いとは言えないが、当時の状況を思えば大健闘の数字である。
一部の資料では「3か月間13回を放送を延長して26回になった」という記述があるが実際は最初から半年間26話の予定であり、13話説は小林俊一が山田洋次を説得する際に出した打開案に過ぎない。
最終話で寅次郎は、ハブ狩りで一儲けしようと奄美大島に出かけるが、そのハブに噛まれて死んでしまう。寅次郎を死なせたことで、視聴者からはテレビ局に抗議の電話が殺到。これが映画化に繋がった。しかし、当時はまだテレビ番組の地位が、映画から見てかなり低く見られていた時代であった。松竹は、テレビ番組の映画化に難色を示していたが、山田洋次と松竹プロデューサー上村力の説得に折れる形で今で言うリブートの様な形で映画化された（当時、松竹の社長であった城戸四郎が山田の意見を汲みいれた）。

### テレビドラマ版エピソード
寅次郎が首に下げているお守りは成田山新勝寺のもの、帽子は渋谷道玄坂の店で作られた特注品であり、撮影の邪魔にならないようにツバが既製品より短く作られている。帽子やシャツ、雪駄も手製であり、テレビ版終了後の打ち上げで商品としてそれぞれスタッフが一つずつ持ち帰ったものの、映画を製作にするにあたり慌ててすべて取り戻したという逸話がある。最終回の舞台は奄美大島であるが、ロケは徳之島で行われた。以上のエピソードは「テレビドラマ版DVD」の特典映像スタッフによる座談会で明らかにされている。
テレビ版では一度も柴又へロケに来ておらず、シーンは全てセットで制作されている。

### 映像の現存状況
テレビ版の映像は、フジテレビのライブラリーには第1話と最終話のみ現存している。その理由としては、以下の事柄も関係している。
- 当時のVTRの規格が2インチで、機器・テープ共に高価だった。
- 当時は著作権法などの絡みにより、番組の資料保存が制約されていた。
- 番組保存の概念が希薄だったことや、白黒番組が二次使用で商売になることは想定していなかった。

そのため当時、ビデオテープは放送後に別の作品へ使い回され、内容が上書き消去されるのが普通であった。
現存する第1話と最終話については渥美清の没後、同局の情報番組『ビッグトゥデイ』で、追悼企画としてノーカットで再放送されたほか、1997年2月にフジテレビよりVHSで、2008年8月に松竹よりDVDでソフト化された。これらの映像ソフトでは欠落した回も写真で紹介するほか、スタッフによる企画の誕生などのエピソードが収録されている。横浜市にある放送ライブラリーでは、第1回を閲覧することが可能である。2015年5月10日と2016年1月9日に、BSフジにて第1話と最終話が一挙放送された。

### 関連商品
VHS
- 男はつらいよ・完全復刻オリジナルテレビ版（1997年2月21日、フジテレビジョン、PCVC-30568）

DVD
- テレビドラマ版「男はつらいよ」（2008年8月27日、松竹 映像商品部、DB-0264）
  - 第1話、最終話と特典映像（インタビュー、最終話までのあらすじ紹介）を収録

### 放映リスト
| 話数   | 放送日         | 脚本                        | 演出     | とらや関係者以外の出演者                                                                           | 備考 |
| ------ | -------------- | --------------------------- | -------- | -------------------------------------------------------------------------------------------------- | --- |
| 第1話  | 1968年 10月3日 | 山田洋次 稲垣浩一（稲垣俊） | 小林俊一 | 坪内散歩：東野英治郎 坪内冬子：佐藤オリエ                                                          | 寅とさくら18年ぶりの再会 |
| 第2話  | 10月10日       | 山田洋次                    | 小林俊一 | 諏訪博士：井川比佐志 川又登：津坂匡章 澤田雅美                                                     | 寅、仮病で入院 舎弟・川又登が住み込むようになる |
| 第3話  | 10月17日       | 稲垣俊                      | 小林俊一 | 大宮部長：浜田寅彦 鎌倉正夫：松本克平 鎌倉道夫：横内正 道夫の母：中村美代子 高野ひろみ             | 寅の失言でさくらの縁談がストップ |
| 第4話  | 10月24日       | 稲垣俊                      | 小林俊一 | 諏訪博士：井川比佐志 鎌倉道夫：横内正 道夫の母：中村美代子                                         | 傷心のさくらのためにハワイ旅行に行こうとするが… |
| 第5話  | 10月31日       | 山田洋次                    | 小林俊一 | 山本久太郎：佐山俊二 田武謙三 平岡奈津美                                                           | 旅行会社の倒産でハワイ旅行は中止に 寅が店の留守番をしていると、 久太郎という泥棒が入り意気投合 |
| 第6話  | 11月7日        | 山田洋次 東盛作（森﨑東）   | 小林俊一 | マクナマラ：マーティ・キナート 坪内散歩：東野英治郎                                                | 寅の口上に惚れたマクナマラ青年と、寅・さくらの交流 |
| 第7話  | 11月14日       | 山根優一郎                  | 小林俊一 | 鎌倉道夫：横内正 道夫の母：中村美代子                                                              | 寅がアメリカ航路で密航中、さくらは道夫との仲に苦しむ。 寅が帰国しさくらは過去を清算しようとする |
| 第8話  | 11月21日       | 山田洋次 稲垣俊             | 小林俊一 | 坪内散歩：東野英治郎 坪内冬子：佐藤オリエ （特別出演）小川宏 露木茂 田代美代子                     | 町内に下着泥が現れ、舎弟の登が疑われる。 釣り竿作戦で真犯人を捕らえた寅は評判となって 「小川宏ショー」に出演することになるが… |
| 第9話  | 11月28日       | 光畑碵郎                    | 小林俊一 | 坪内冬子：佐藤オリエ                                                                               | 男に絡まれそうになっていた冬子を寅は助けるが… |
| 第10話 | 12月5日        | 山田洋次 森崎東             | 小林俊一 | 東雲の銀蔵親分：杉狂児 石山律雄 石田茂樹                                                           | 寅はかつての恩人銀蔵親分のために熊本へ向かう |
| 第11話 | 12月12日       | 山田洋次                    | 小林俊一 | 坪内散歩：東野英治郎 坪内冬子：佐藤オリエ 寅の母親・染子：武智豊子 川島雄二郎：佐藤蛾次郎 賀原夏子 | 散歩先生と冬子は九州から戻ってこなかった寅を京都で発見 寅は30年前に生き別れた実母に会いに京都に来ていた… |
| 第12話 | 12月19日       | 山田洋次 東盛作（森崎東）   | 小林俊一 | 坪内散歩：東野英治郎 坪内冬子：佐藤オリエ 川島雄二郎：佐藤蛾次郎 北小路：野々村潔                  | 散歩先生は冬子に見合いをさせるために京都に。 寅の心中は… |
| 第13話 | 12月26日       | 山田洋次 光畑碵郎           | 小林俊一 | 諏訪博士：井川比佐志 愛子：寺田路恵                                                                | 年末柴又に戻った寅。寅不在中にさくらと諏訪の仲が進展し… |
| 第14話 | 1969年 1月2日  | 山田洋次                    | 小林俊一 | 坪内散歩：東野英治郎 坪内冬子：佐藤オリエ 愛子：寺田路恵                                           | 散歩先生の家で汁粉を食べながら人生について語る |
| 第15話 | 1月9日         | 山田洋次 森崎東             | 小林俊一 | 諏訪博士：井川比佐志 山本久太郎：佐山俊二 愛子：寺田路恵                                           | 寅に見合い話が！ 登に思い人ができるが、相手は寅に興味津々で… |
| 第16話 | 1月16日        | 山根優一郎                  | 小林俊一 | 中村瑞枝：市原悦子 高橋英吉：田中邦衛                                                              | 寅の元に北海道から瑞枝が訪ねてくる。 次の日、「人の女房によくも手を出しやがったな！」と男が乱入し… |
| 第17話 | 1月23日        | 光畑碵郎                    | 小林俊一 | 竹千代：松村知毅（子役） 田武謙三                                                                  | 見知らぬ子供に父ちゃんになってやると言った寅が… |
| 第18話 | 1月30日        | 山田洋次                    | 小林俊一 | アケミ：宮本信子 田武謙三                                                                          | おいちゃんの浮気相手・アケミがとら屋に乗り込んできて… |
| 第19話 | 2月6日         | 山田洋次                    | 小林俊一 | 諏訪博士：井川比佐志 田武謙三                                                                      | 諏訪がさくらに求婚するが… |
| 第20話 | 2月13日        | 山田洋次 森崎東             | 小林俊一 | 諏訪博士：井川比佐志 陶隆司                                                                        | 諏訪とさくらが婚約し、親戚への挨拶に張り切る寅だが… |
| 第21話 | 2月20日        | 山根優一郎                  | 小林俊一 | 諏訪博士：井川比佐志 山本久太郎：佐山俊二                                                          | 結婚式。寅は両家を代表して挨拶をするが… |
| 第22話 | 2月27日        | 山根優一郎                  | 小林俊一 | 川島雄二郎：佐藤蛾次郎 山本久太郎：佐山俊二 坪内冬子：佐藤オリエ                                   | 結婚式を終え虚脱状態の一家。 久太郎が寅の気持ちを冬子に伝えるのだが… |
| 第23話 | 3月6日         | 光畑碵郎                    | 小林俊一 | 岡村亀雄：塚本信夫 佐藤正範：森幹太 坪内散歩：東野英治郎 坪内冬子：佐藤オリエ                      | 寅が同窓会の幹事になり… |
| 第24話 | 3月13日        | 山根優一郎                  | 小林俊一 | 畠山三太郎：谷幹一 三太郎の妻・ツル子：春川ますみ 諏訪博士：井川比佐志                             | 三太郎から、ある「ボロい金儲け」の話を聞かされる寅 |
| 第25話 | 3月20日        | 山田洋次                    | 小林俊一 | 坪内散歩：東野英治郎 坪内冬子：佐藤オリエ 藤村薫：加藤剛                                           | 寝たきりになった散歩先生が寅を呼ぶ。 天然鰻の蒲焼きが食べたいという。 何とか釣り上げ蒲焼きにするが、散歩先生は息を引き取る。 傷心の冬子に恋人の藤村が寄り添うのを見て失恋を実感した寅。 それでも散歩先生の葬儀を立派につとめた。 もうこの柴又に帰るところはないことを悟った寅は… |
| 第26話 | 3月27日        | 山田洋次 森崎東             | 小林俊一 | 諏訪博士：井川比佐志 坪内冬子：佐藤オリエ 川島雄二郎：佐藤蛾次郎                                   | 散歩先生に立派な墓を建ててやりたいと 一山当てるために、寅と雄二郎は奄美大島に向かうのだが… |

| フジテレビ系列 木曜22時枠 | フジテレビ系列 木曜22時枠 | フジテレビ系列 木曜22時枠         |
| 前番組                    | 番組名                    | 次番組                            |
| ------------------------- | ------------------------- | --------------------------------- |
| 石狩平野                  | 男はつらいよ              | ブラックチェンバー ※22:00 - 22:56 |

## 映画
1969年から1995年にかけてと1997年、2019年にシリーズ全50作が公開された。

### 作品内容
主人公、「フーテンの寅」こと車寅次郎は、父親、車平造が芸者、菊との間に作った子。実母の出奔後父親のもとに引き取られたが、14歳の時に父親と大ゲンカをして家を飛び出したという設定。第1作は、テキ屋稼業で日本全国を渡り歩く渡世人となった寅次郎が家出から20年後に突然、倍賞千恵子演じる異母妹さくらと叔父夫婦が住む、生まれ故郷の東京都葛飾区柴又・柴又帝釈天の門前にある御食事処・草団子屋「本家とらや老舗（後に、本家くるま菓子舗に店名変更）」に戻ってくるところから始まる。
各作品のパターンは、寅次郎が旅先或いは柴又で出会うマドンナに惚れてしまい、何かと世話を焼くうちにマドンナも寅次郎に対して信頼を寄せ親しい仲になる。その後、舞台を柴又に移し「とらや」を舞台に賑やかな人情喜劇が展開されるが、結局本格的な恋愛に発展することなく最後にはマドンナの恋人が現れて寅次郎は失恋をする。或いはとらやに旧知の女性やマドンナとなる女性が現れて恋に落ちるが失恋する。そして傷心の寅次郎は書き入れ時である正月前、もしくは盆前に再びテキ屋稼業の旅に出るといったものである。
マドンナが寅次郎をそれとなく誘惑したり、愛の告白（らしきもの）をするなど、互いが相思相愛にあることを示唆する作品も少なくないが、この場合は、寅次郎の方が逃げ腰になり、自ら身を引く形となっている。こんな寅次郎について甥の満男は、「手の届かない美しい人には夢中になるけれど、その人が伯父さんに好意を持つと逃げ出してしまう」と端的に語っている。
また、マドンナと「うまくいっている」と誤解している時点で、寅次郎が柴又に帰り、さくら達にマドンナとの楽しい体験を脚色を交えながら話す場面は、渥美清の語りが落語家のような名調子で、スタッフやキャスト達は「寅のアリア」と呼んでいた。
第42作 - 48作のうち4作品では、寅次郎の相手となる通常のマドンナに加え、さくらの息子満男（吉岡秀隆）が思いを寄せる泉（後藤久美子）がマドンナとして登場するようになり、寅次郎が満男のコーチ役にまわる場面が多くなり、満男が事実上の主役になっている。渥美が病気になり快活な演技ができなくなったため、満男を主役にしたサブストーリーを作成、満男の恋の相手が必要になったため、当初は予定されていなかった泉が登場することとなる。山田監督の話によれば実現しなかった第49作で二人の結婚を描く予定だったが、その後の第50作ではそれぞれ別の人物と結婚している。

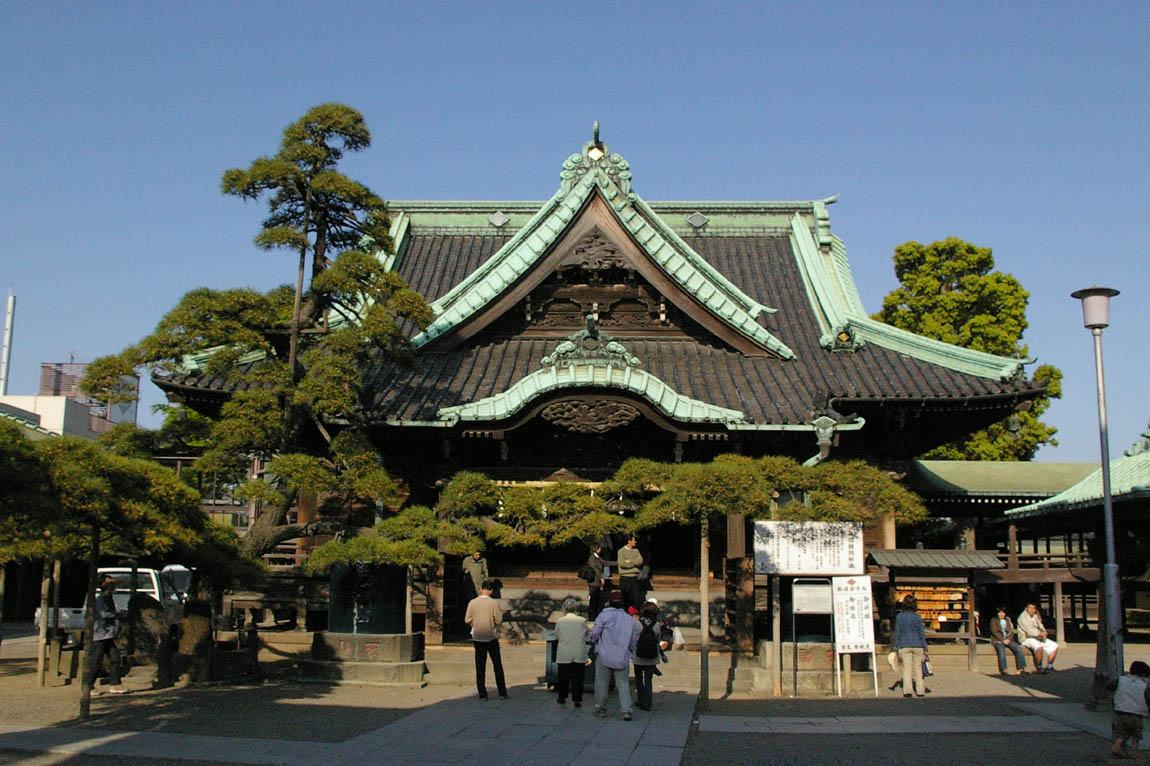
柴又帝釈天

レギュラーとして登場する人物は、寅次郎、さくらのほか、さくらの夫・諏訪博、草団子店を経営する叔父・竜造と叔母・つね、博が勤務する中小企業の印刷会社「株式会社朝日印刷所」の社長で寅次郎の幼馴染・タコ社長こと桂梅太郎、帝釈天の御前さま、寺男で寅次郎の舎弟・源公などがいた。マドンナとして複数回登場した女優もいるが、リリー、歌子（吉永小百合）、泉以外は、別人の役で出演している。おいちゃんこと叔父・竜造役は初代が森川信、2代目は松村達雄、3代目は下條正巳が演じた。その他、毎回役柄は違うものの、サブキャラクターとしてレギュラー出演する俳優も多く存在した。
青年時代に、実際にテキ屋体験がある渥美ならではの見事な口上も、ファンの楽しみであった。また、このシリーズは原則としてお盆と正月の年2回公開されたが、お盆公開の映画の春から夏への旅は、南から北へ、正月公開の秋から冬への旅は、北から南へ旅することが多かった。画面に映し出される日本各地の懐かしい風景が、シリーズの魅力の一つでもある。

なお、第48作まで一貫してエンドロール表示は設定されず、出演キャストや制作スタッフ等の字幕表示はオープニングでされた。また日本映画の主流がビスタサイズ画面やドルビーステレオ音響に移り変わった後でもシネマスコープ、モノラル音声を使用し続けていた。

### 登場人物（映画）

#### レギュラー
車寅次郎
演 - 渥美清
主人公。葛飾柴又の帝釈天門前にある老舗の団子屋「本家とらや老舗」（40作以降は「本家くるま菓子舗」）の5代目主人、車平造と、芸者の菊との間に生まれた。生年月日は資料や作品によって異なっており、1931（昭和6年）年9月10日、1935（昭和10年）年9月10日、1940（昭和15）年2月26日、同年9月10日、同年11月29日などの説がある。第1作の年齢の設定は41歳だった。
生後まもなく平造とさくらの実母の光子に育てられるが、柴又尋常小学校卒業後、13歳、または14歳の時（1949年12月）、柴又中学校を中退。16歳で家出。若しくは旧制中学校や葛飾商業学校を中退という資料もある。第35作では葛飾商業学校同窓会からのハガキに対し、「卒業してねぇのに何で会費払わなくちゃなんねぇんだ」と言っている。第26作で旧制の中学2年の時に「芸者の子供だから教育がなっていない」と校長に言われたことに腹を立て、体育祭の日に酒を飲んだあげく校長を殴り退学になったと、定時制高校の生徒に話している。14歳の時、校舎の隅でタバコを吸っていたのが見つかり父・平造が呼び出され、帰宅後大ケンカをして家を飛び出したという説もある。第26作で定時制高校に編入したいと願書を書いているが、中学校中退だからと断られている。14歳の家出後放浪の果てにテキヤとなり、その際の経緯は第39作の夢のシーンで断片的ながら映像化されている。寅次郎の家出の数年後に平造は死去し、第11作で27回忌を迎えている。初恋は11歳の時で、とらやの裏手にある朝日印刷の女工をしていた18歳の山形出身のサトコであった。
それから20年後の1969年（昭和44年）、柴又帝釈天（経栄山題経寺）の庚申（こうしん）の日（帝釈天の縁日）に柴又に帰省して父の団子屋に戻って来て以来、年に数回とらやにふらりと帰って来ては家出を繰り返している。家を飛び出してから全国各地を回って祭りなどで的屋として物を売りさばくのが日課。商売柄、口が非常に達者で、思いつきやデタラメに作り上げた会話で人を笑わせる、快活で明朗な性格である一方、中身は子供のままで、感情が顔に出やすく、ちょっとしたことで頭に血が上り、激昂すると女子供相手にも容赦なく手を上げようとする程に大人気ない性格の為、しょっちゅうケンカ沙汰になる。また、美女を目にした途端にのぼせ上がり、それが毎度色恋沙汰を引き起こす。人情に厚く、義理堅いという根は真面目な面もあり、家族のことも大切に思っているが、孝行しよう、真面目に働こうと必死になるたびに、気持ちのすれ違いや他者との誤解から、空回りしてケンカが起きることもしばしば。小学校までしかまともに教育を受けておらず、手紙なども文法は丁寧ながら字体は辛うじて通じるなど、漢字もあまり読み書きができない（例えば、封建主義を「ふうけんしゅぎ」、喫茶店を「きっちゃてん」と呼ぶ等）。
和食党で好物は芋の煮っころがしやがんもどき。歌はうまく、旅先で鼻歌、替え歌を口ずさんだり、上機嫌なときは笑顔で歌い出したりする。鈍行列車を好み、速い乗り物は苦手であるが第25作と第42作では飛行機、第46作では新幹線に騒動の末、乗っている。特に飛行機に乗る際は本気で怖がっており、美人のスチュワーデスの説得でようやく乗る事が出来た。日本各地をテキヤ稼業で旅しているので国内の名所には詳しいが、一方で外国を毛嫌いしてる部分も多く、第24作ではとらやに下宿していたマイコーを当初嫌っていたり、成り行きで旅行したウィーンでも、辛うじて「ありがとう」のドイツ語・「ダンケ」を覚えられただけである。旅先でも腹違いの妹・さくらのことを常に気にかけている。27作までは大阪が嫌いでおいちゃんたちが「大阪と寅は相性が良くない」と言っていたり「大阪弁を聞くと蕁麻疹が出る」「関西の料理は薄味で食べた気がしない」と述べていた。
保険証は持っていない。パスポートは第4作でハワイに行きかけたり、第41作でウィーンへ行くとき「数年前に取ったパスポートがあるはず」とさくらの台詞があり、実際にウィーンへ旅立っている。運転免許証については言及はない。
寅次郎の名は、映画監督の斎藤寅次郎にちなみ、車は非人頭が代々受け継いだ名前「車善七」からとの解釈があるが、監督の山田洋次はそれを否定して、当初姓に考えた「轟」が物々しいのでそこから1字とって姓は車に、寅は落語の熊さんから転じたもので、さらに次男だから次郎をつけて寅次郎としたと説明している。また渥美清が幼少期を過ごした上野車坂という説もある。寅次郎の方は柴又の兵隊寅、若しくは喜劇の神様で斎藤寅次郎監督から由来していると山田監督は述べている。
映画版では第48作ラストで旅に出て以降は、とらやに帰ってきておらず、どこを旅して暮らしているのか長らく不詳のままになっていることが第50作の満男たちの回想等により明らかになっている。第50作終了時点で寅次郎が生きているかどうかについは、監督の山田は「そのことには触れないようにしています。『死んだ』とも『生きてる』ともセリフはない。さくらはどこかでお兄ちゃんが生きてることを信じているし、彼女の前でそのことは触れちゃいけないとタブーになっているんだと思います」と明言を避けている。テレビドラマ版では一獲千金を狙って奄美大島までハブを取りに行ったところ、逆に噛まれた事で、雄二郎の頭を叩きながらそのまま亡くなって行くという悲劇的な最期を迎えている。
諏訪さくら
演 - 長山藍子（テレビドラマ版）→倍賞千恵子
とらやの先代の主人、平造の長女で、寅次郎の腹違いの妹。本名は櫻。性格と容姿は寅次郎とは似ても似つかない。幼い頃、寅次郎が家出をした時に、最後の最後まで引き留めようとし、寅次郎が家出をして間もなく両親と残された秀才の兄を亡くし、叔父の竜造夫婦に育てられ、20年後、たった一人の異母兄の寅次郎と再会。寅次郎の一番の理解者でありながら、毎度ドタバタを起こすことに冷や汗をかく。いつか寅次郎がカタギの生活に戻ってくれることを祈っている。小学生の頃は図工が好きで絵描きになりたく、中学生のころは音楽好きで音楽家希望、高校時代は成績が優秀で、また第21作では松竹歌劇団に入ることも夢見ていたことも告白した。第14作では地元のコーラスサークル「江戸川合唱団」に参加し、第29作では陶芸の教室に通っている。第1作では高校卒業後、一流企業で1200人職員がいる丸の内オリエンタル電機のOLとして10年間勤務し、上流階級の御曹司とお見合いをしたが、同席した寅次郎の職業と下品なおしゃべりが原因で破談となる。その後、家の裏手の印刷工場で働いている職工の諏訪博と結婚して満男を産む。結婚後は洋裁を内職としていたが、とらやが「くるまや」に変わってからは店を切り盛りするようになる。第27作ではスクーターに乗っているシーンがある。
諏訪博（博士）
演 - 井川比佐志（テレビドラマ版）→前田吟
さくらの夫。満男の父。岡山県高梁市生まれ。父親は大学教授で、博自身は家庭環境としては高等教育を受けられる立場にあったが、父親と対立し高校を中退して家出したことで機会を逸し、新宿でくすぶっていたときにタコ社長と出会い、中小企業の印刷工場「朝日印刷」の職工として生計を立てる。会社の寮がとらやの裏にあったことからさくらと知り合い、結婚。会社の寮からさくらの部屋が丸見えで、さくらに思いを馳せていた。当初寅次郎には「大学を出ていない」という理由でさくらとの結婚を反対されていた。結婚して3年後には主任技師となり社長の片腕としてナンバー2的な立場になる。かつては独立を考えて退職しようとしたことがあった(第6作「男はつらいよ 純情篇」)。冷静な性格で博識。寅次郎を理屈で諌めたり助言したりするが、あまり通用しない。岩波書店の『世界』や労働問題の雑誌を抱えていることが多い。息子の満男には能力以上の期待をかけており、自分が大学を出ていなかったため息子には大学進学進めるようになった。焼きなすが好物。喫煙者。もともとは弁護士志願で、テストドライバーやオートショップの経営者を夢見ていたことがある。実兄が二人いる。第26作で家を新築するが、第9作では「敷地は30坪。おいちゃん夫婦からお金を借り東京都の融資を活用し、土地はタコ社長から借りる」という設定になっている。第50作ではさくらと共にとらやに移住し、パンフレット記載の前田吟のインタビューの裏設定では印刷工場は既に定年退職している。
なお、テレビドラマ版と映画版では設定が大きく異なる。テレビドラマ版では町医者で、寅次郎が恩師・坪内先生（東野英治郎）の家を訪ね、先生宅で飲み食いが過ぎ博士の働く病院に担ぎ込まれる、それがきっかけで見舞いに来たさくらと出会い恋愛結婚をする。眼鏡にスーツ姿の厳格な見た目なのに対し結婚後は寅次郎を「兄さん」と呼び唯一謙虚で常に謙っているが、寅次郎が茶の間で暴れたときには柔道の技で押さえ込むことができる唯一の人物。博識で、寅次郎に時折知的な助言をする点は映画版に引き継がれている。またこのテレビドラマ版の博士の設定は『続・男はつらいよ』の藤村薫（山崎努）に引き継がれる。
車竜造（おいちゃん・おじちゃん）
演 - 森川信（テレビドラマ版、第1作 - 第8作）→松村達雄（第9作 - 第13作）→下條正巳（第14作 - 第48作）
寅次郎の叔父。葛飾柴又の帝釈天にある老舗の団子屋「とらや」の6代目主人。初期の映画作品のクレジットにおいて「龍造」と明記されていることもある。兄の平造（5代目主人、寅次郎とさくらの父親）の死後、団子屋を引き継いだ。平造が夢の中で枕元に立ち、「寅次郎とさくらのことはよろしく頼む。特に寅のやつは生まれつきバカだから、心配で仕方がねえ」と言い残してから、責任を持って二人の親代わりをしている。若い頃は満洲に行って馬賊になることを夢見ていた。基本的な設定は同じものの演じる俳優によって性格がやや異なり、コメディアンの森川が演じた当初は寅次郎と同様にどこか抜けた喜劇的キャラクターで、店の営業中に昼寝をするなどして、妻のつねからあきれられる事も多い。幾度と色恋沙汰でドタバタを起こす寅次郎に冷や汗をかきながらも、寅次郎の口車に乗せられるボケた一面もある。毎回ドタバタを繰り返す寅次郎に「バカだねえ…寅は」「バカだね、全く…」「知らねえよ。俺ァ」とぼやいたり、寅次郎の奇行が頭痛の種となってさくらに対して「枕、さくら取ってくれ」と言い違うのも口癖となっている。寅次郎が調子に乗ってふざけた時に頭に血がのぼってケンカになってしまうこともしばしばであった。松村になってからは、やや大人しいおいちゃんになり、パチンコ好きという設定が加えられた。民藝出身の下條正巳になると、これまでのマイペースなキャラクターとは異なり店の切り盛りも勤勉にこなす、ややシリアス寄りのキャラクターへ傾いている。名物の草団子を丹念に仕込む描写も下條から多く見られるようになる。つねが母親のように寅次郎に愛情を注ぐのに対し、長らく風来坊としてテキヤ生活を送る寅次郎に深刻に悩みながら、しばし黙り込んで厳しく当たるようになる。「お前には関係ない話だ、黙ってろ」と厳しく寅次郎に苦言を呈する事も日常となった。これは、コメディアンの森川、正統派俳優の下條と、演じた俳優それぞれの持ち味を生かした上での山田の演出の変更で性格設定が異なる為である。なお松村は第6作で医師役で出演。おいちゃん役を降板してからもゲストで度々出演。初代おいちゃんの森川が亡くなったときは、代役を立てるのかおいちゃんなしの寅さん一家にするか、そうとう迷ったと山田は答えている。第50作では遺影として登場している。
車つね（おばちゃん）
演 - 杉山とく子（テレビドラマ版）→三崎千恵子
寅次郎の叔母。昔ながらの元気なおばちゃん。感情豊かで涙もろい。実の母親のように寅次郎に愛情を注ぎ、さくらとともに寅次郎の理解者。料理上手で寅次郎が帰ってくると好物のがんもどきの煮ものや芋の煮っころがしを作り、寅次郎が連れてきたマドンナや珍客に対しても得意の家庭料理で歓待する。寅次郎の夢の中や、旅行に行くとき以外は着物姿である。昔は日本橋の呉服屋の女房になることを夢見ていた。第30作では竜造（俳優は下條正巳）とは見合いで「会ったらカマキリみたいな男だった」と発言している。子どもがないこともあってか、寅次郎を「寅ちゃん」と呼ぶ数少ない人物（第1作の初対面では「寅ちゃん」だったが、第1作から第8作までは「寅さん」だった。第9作から寅ちゃんに統一された）。さくら同様、ウナギがあまり好きではない。第50作では遺影として登場している。なお、杉山とく子は第5作のマドンナの母親役を皮切りに、パチンコ店の客、国勢調査員、旅館の女将、駄菓子屋の老女役などでシリーズに度々出演している。
諏訪満男
演 - 石川雅一（第1作のみ）→中村はやと（第2作 - 第8作、第10作 - 第26作）→沖田康浩（第9作のみ）→吉岡秀隆（第27作 - 第50作）
1969年（昭和44年）生まれ。第1作（1969年〈昭和44年〉）の終盤に誕生。さくらと博の長男で一人っ子。寅次郎からは甥にあたる。両親の期待を一身に受けて育つが、大学受験に失敗、代々木の予備校に通う浪人生活を送り（第42、43作・1989年〈平成元年〉、第43作・1990年〈平成2年〉に城東大学経済学部経営学科に入学、卒業し中小企業の靴の製造・卸売業の営業職に就職（47作・1994年〈平成6年〉）する。浪人中に、後藤久美子演じる及川泉に恋をする。第46作で就職活動に失敗した際に本当は大学に行きたかった訳ではなく、さくらが博は大学に行けなかったので代わりに自分が行くように押し付けられたと語っている。第46、47作では別のマドンナに恋をし、第48作の台詞では何人もの女性と付き合っており後半は事実上の主役になった。吉岡秀隆に代わった第27作より、寅次郎との絡みのシーンが増えている。第17作（1976年〈昭和51年〉）で小学校入学で第34作（1984年〈昭和59年〉）で中学校に入学という矛盾が見られる。第50作では小説家となっており、妻とは死別し一人娘と暮らしている。
桂梅太郎（タコ社長）
演 - 太宰久雄
とらやの裏に構える中小企業の印刷会社工場「株式会社朝日印刷所」（第2作までは「共栄印刷株式会社」）の社長。とらやの人々とは家族ぐるみの付き合い。印刷工からたたき上げで戦後の1946年（昭和21年）に独立して経営者にまで上り詰めたものの、常に資金繰りと人手不足に頭を悩ませており、経営難をとらやの面々に愚痴っている。しかし社長相応の実入りはあるようで、キャバレーで遊んだり、ゴルフを嗜んだりする他、寅次郎にも何かと融通している。お人好しな性格でお調子者のため、軽はずみで口走ることが多く、そのことで毎度寅次郎の怒りを買い、時々とらやの庭で二人で乱闘を演じることもあるが、根っこのところでは寅さんと相性は悪くない。さくらと博の結婚式では仲人をつとめたが、手形の支払いのためにあやうく挙式に遅れそうになって寅さんに叱られた。毎度トラブルに見舞われた際に「コロっと忘れてた」「オラ知らねぇよ」と、その場から逃げることが多い。妻とは見合い結婚だが、見合いをしたのは別人で妻の妹だった。仲人を問いつめるが仲人に借金をしており言うことを聞かざるをえず、姉の方と結婚する。妻との間に4人の子供がいるが、長女のあけみ（演・美保純）が年頃になってトラブルメーカーとなったことがより悩みを増やしている。シリーズ全般におけるコミックリリーフ的キャラクター。第50作ではパンフレット記載の前田吟のインタビューの裏設定では博の定年退職後に亡くなったことになっており、その影響で裏の印刷工場もアパートになっている。
源公・源ちゃん（愛称で名は源吉）
演 - 佐藤蛾次郎（第8作を除く）
柴又題経寺の寺男。寅次郎の幼友達で孤児。テレビドラマ版の名前は雄二郎。寅次郎の舎弟、寅次郎を「兄貴」として慕っており、最終回で寅次郎がハブに噛まれて死ぬのを看取る。映画版では源公の設定は一部川又登（津坂匡章）へと引き継がれる。大阪出身で関西弁を話し、母親は彼を生んですぐに消えてしまった。寅次郎を「兄貴」と呼び、成人後も寅次郎にあごで使われる関係だが、時に「逆襲」することがある。第1作から登場しているがシリーズ初期ではとらやの従業員や寅の商売を手伝っていた。当初は常識人であったが、シリーズが進むにつれてどこかとぼけたキャラクターになっていき、台詞もほとんど喋らないが独特の風貌と所作で可笑しみを与えている。劇中で正式に題経寺の丁稚として働く経緯が出てくるのは「男はつらいよ 純情篇」から。
テレビドラマでは設定が異なり「川島雄二郎」という名前で寅次郎の腹違いの弟であり、最終回では寅次郎と共に奄美黄島にハブを捕まえに行き、寅次郎がハブに噛まれ亡くなったことをさくらとおばちゃんに伝える。
御前様（ごぜんさま）
演 - 笠智衆（第1作 - 第45作）
柴又題経寺の住職。姓は坪内。正式には日奏上人だが、とらやをはじめ近所の人々からは親しみを込めて御前様と呼ばれている。人格者であり、幼いころからの寅次郎の理解者であるが、世間知らずでとぼけたところもある。とらやの面々は寅次郎のことでトラブルがあると御前様のところに相談や愚痴を言いにいき、御前様はそれを受けて時として寅さんを叱りつけることもある。寅次郎はまったく頭が上がらない。「困ったぁ」が口癖。ルンビニー幼稚園の園長でもある。
御前様役を演じていた笠智衆は、第45作（1992年）終了直後に亡くなっている。しかし第46作で、御前様の娘・冬子役の光本幸子が久々に出演、さくらと冬子が御前様の近況の会話をする描写があるほか、第47作ではさくらが源公に「御前様お元気?」と聞くシーンもあり、御前様は健在であるという設定になっている。第50作公式サイトでは「先代の御前様」と記載されており、劇中には別人である当代の御前様（演 - 笹野高史）が登場。
第1作で写真撮影のかけ声「チーズ」の代わりに「バター」と言い、後に寅次郎が『男はつらいよ 柴又慕情』などで使用している。

#### 準レギュラー
リリー（松岡リリー、松岡清子）
演 - 浅丘ルリ子（第11作、第15作、第25作、第48作 - 第50作）
マドンナ。
スナックやキャバレーなどでドサ回りをしながら活動している三流歌手。気が強く心優しい女性。一時寿司屋の主人・石田良吉（演:毒蝮三太夫）と結婚しそこの店の女房となるが、性分に合わず離婚してしまう。第48作の時点では日本各地を旅した後、加計呂麻島の男と知り合い再婚するが、夫は死去して島で暮らしているという設定になっている。第50作では東京で「ジャズ喫茶リリー」を経営している。寅次郎の理解者であると同時に、多くのマドンナと異なり堅気でないという点で寅次郎とつり合いの立場にあり、相思相愛となる女性の一人。
浅丘は第48作の出演で具合の悪そうな渥美清の姿を見て「もしかしたらこれが最後の作品になるかもしれない」と思い、監督の山田洋次に「最後の作品になるかもしれないから、寅さんとリリーを結婚させてほしい」と懇願したと後のインタビューで語っている。
浅丘によると最初のオファーは北海道の酪農のおかみさん役であったが、「山田さん大変申し訳ありません。私この細い身体ですしいつものメイクを落とせというのはいやです。牛乳絞ったバケツを持った普段着が似合いますか」と言い、「確かにそうだな。一週間ほど考えさせてください」となりリリー役になったと語っている。
及川泉（イズミ・ブルーナ）
演 - 後藤久美子（第42作 - 第45作、第48作 - 第50作）
満男の高校時代のブラスバンド部の後輩で交際相手/マドンナ。第48作で医師の卵と結婚することになるが岡山県の風習で満男が花嫁である泉の乗る車を無理やり後退させたため破談となってしまう。彼女は満男に怒るが、それよりも「なぜ彼が婚礼の邪魔をしたのか」真相を聞くことが大事と、礼子に陳謝してすぐ津山を後にする。博から満男の居場所を聞き、奄美諸島まで追いかけて尋問。満男の気持ちを知り、彼女は納得した。第50作では国際結婚して2人の子供がおり国連難民高等弁務官事務所に勤務、生活の拠点は欧州にある。
あけみ
演 - 美保純（第33作 - 第39作、第50作）
タコ社長の娘。第6作『純情篇』で一度だけ登場したタコ社長の自宅で登場した2人いる女の子のうちのどちらかがあけみであるが、33作では一人っ子のように扱われており、3人の兄弟については言及されていない。
明るく陽気な性格で、蓮っぱなところがある。
博に気性が似ている会社員・小島慎吾と結婚するが、「真面目過ぎてつまらない」といい、梅太郎と衝突。慎吾とは全く違うタイプの寅次郎に憧れるが、寅次郎は「社長（梅太郎）の娘だからダメだ」と拒否してしまう。自由奔放な寅次郎に憧れる一方、マドンナにつられて勝手すぎる行動に困惑、さくらの指図もあって寅次郎にダメ出しする一面もあった。第50作で再登場し、浩介という息子がおり、騒動を起こし出ていく姿を、父親のタコ社長そっくりだと博には言われている。
川又登
演 - 津坂匡章（テレビドラマ版、第1作、第2作、第4作、第5作、第9作、第10作、第33作。第33作は「秋野太作」名義で出演）
寅次郎の舎弟。
寅次郎を「兄貴」として慕う。八戸出身。しかし、後にテキ屋稼業から足を洗い結婚して所帯を持ち、盛岡で食堂を営むようになる。寅次郎との再会を喜び妻に紹介するが、「彼の今後のために」と寅次郎は心を鬼にして距離を置くことにした。
三平ちゃん
演 - 北山雅康（第40作 - 第50作）
本家くるま菓子舗（くるまや）の男店員。関西弁を話す。第46作以降から加代とコンビで出演することになった（第49作特別編含める）。第50作では改装されたカフェくるまやの店長となっている。
お菊
演 - 武智豊子（テレビドラマ版）→ミヤコ蝶々（第2作、第7作）
寅次郎の母。
元は深川の芸者であり、寅次郎の父親と内縁関係で寅次郎を産む。ただし実際に寅次郎の養育には関わっていない。現在は京都で連れ込みホテルを経営している。女手一つで世智辛い世の中を生きてきたため気が強く、息子とは顔を合わすたびにケンカをしてしまう。
諏訪飈一郎（ヒョウイチロウ）
演 - 志村喬（第1作、第8作、第22作）
博の父で北海大学農学部教授でのちに名誉教授。大学ではインド古代哲学の教鞭を執っていた。物静であるが、博の人生選択に強く対立し反発を受け、博の家出を招く。博とさくらの結婚式で久しぶりに親子対面し、和解を果たす。この博の結婚式で父としての不明を詫びる感動的なスピーチをし、感極まった寅次郎やとらやの面々は泣き出してしまった。ちなみに、この結婚式で挨拶前に紹介を受ける際、タコ社長と司会者が飈一郎という名前の漢字が読めず、曖昧な呼ばれ方をする。第6作では退職し、博が独立資金として退職金から80万を借りようとしたが、断りの葉書がさくらたちの所へ届くシーンがある。第8作では大学を辞めて岡山の郷へ戻っており、妻を亡くし葬儀が営まれる中で研究一筋だった自身の過去を振り返って、家族の大切さ、人生のはかなさを放浪暮らしの寅次郎に切々と説く。第22作では旅をしていたところ、やはり旅の途中の寅次郎と偶然出会い、しばらく行動を共にする。寡黙な知的人物で、寅次郎とはまったく対称的な性格であるが、寅次郎の素直な性格をかなり好んでいるようで、不思議に通じあうものをもっている。寅次郎のことを「大人物」と表現している同作品では「今昔物語」を片手に長野で古文書を巡る旅をしている。また博のために安曇野に土地を買っていることを告白している。第22作出演後、演じる志村喬の死去（1982年）と共に設定上でも死去。32作目には三回忌の法要が行われる。第8作での寅次郎との二人芝居はシリーズでも異例なほどの長大さであり、小林信彦は著書『おかしな男　渥美清』で、後年の会話の中で『野良犬』の志村の物真似を巧みに披露する渥美の姿を記している。
坪内冬子
演 - 光本幸子（第1作、第7作、第46作）
御前様の娘で寅次郎の幼なじみ。マドンナとして初登場した第1作時は奈良で三か月病気の静養をしていた。幼い頃に寅次郎に出目金とあだ名を付けられイジめられた過去があるが、見違えるほど美しく成長した冬子を前に、寅次郎は恋心を抱くが、大学の先生と結婚する。以後も度たび登場する。
及川（原）礼子
演 - 夏木マリ（第42作 - 第45作、第48作 - 第50作)
泉の母。第42作では名古屋でミニクラブを経営、第44作ではミニクラブの雇われマダム、第45作ではミニクラブ「礼」を経営している。
夫であった一男（泉の父）とは性格の不一致から離婚してしまい、泉は満男とともに一男を連れ戻しに、一男の恋人のいる日田へ出向くが、一男と新恋人の二人を見て説得を断念した。
一男をあきらめた後、新たな婚約者を得るが泉は複雑な思いであった。出奔して寅次郎に宥められて帰宅後、母の婚約者を継父として受け入れる。その後、彼女の病気で泉は勤めていた楽器店を退職している。
第48作での一件で満男に対して反感を持ち、電話でさくらに苦言を訴えたが、その後は二人の交際を認めた。
加代ちゃん
演 - 鈴木美恵（第46作 - 第49作）
本家くるま菓子舗（くるまや）の女店員。毎度、たまにしか帰らない寅次郎を忘れて店の家人と思わず「誰ですか？」と言われ、三平に窘められてしまう。
友ちゃん
演 - 脇山邦子（第2作 - 第5作）
本家とらや老舗の女店員。

#### サブキャスト
- 竹下景子 - 第32作、第38作、第41作にそれぞれ違う役でマドンナとして出演。3作別役のマドンナで出演しているのは竹下が唯一である。
- 吉永小百合 - 鈴木歌子(旧姓・高見歌子）役[66]。第9作と第13作にマドンナとして登場。
- 東野英治郎 - 寅次郎の商業学校時代の恩師・坪内散歩役。ドラマ版でも担当。
- 悠木千帆 - 木曾の旅館の仲居役。
- 米本善子 - 本家とらや老舗の初代女店員役。
- 左卜全 - 湯の山温泉の番頭徳爺役。
- 野村昭子 - 湯の山温泉の仲居お澄役。
- 赤塚真人 - マドンナのばあやの孫、知床の漁師マコト、警官役など。
- 関敬六 - 第1作でさくらの結婚式の司会者。シリーズ後半は、タクシー運転手、ウイーンのツアー客、テキヤ仲間・小岩のポンシュウ役など多数。
- 桜井センリ - 龍野市観光課長、平戸の教会の神父、結婚式場係員、大観覧車係員、芸能プロ社員三田、タクシー運転手、上海軒主人、麒麟堂、島の住職、委託駅員役など。
- 佐山俊二 - 蓬莱屋のちに備後屋、不動産屋、マンションの管理人、長万部の熊吉役など。
- 河原崎國太郎 - マドンナの画家の恩師役。
- 米倉斉加年 - シリーズ前半は轟（または青山）巡査役でたびたび出演、夢のシーンで海賊の手下、ガンマン役などでも顔出ししている。マドンナに絡む大きな役では2度登場、それぞれ東大助教授、証券会社課長を演じた。
- 柄本明 - 陶芸家の弟子、ノイローゼのサラリーマン役など。
- 笹野高史 - 下田の長八、区の結婚紹介所員、アパートの大家、旅館主人、泥棒、車掌、同性愛者のライダー、泉の父親の同僚内藤、釣り人、島の警官、新郎の叔父役など。第50作では当代の御前様を演じた。
- 梅野泰靖 - 博の長兄・毅、タンカーの船長役など。
- 穂積隆信 - 博の次兄・修役。
- 八木昌子 - 博の姉・信子、菜穂の母親役など。
- すまけい - 嘉穂劇場の男、船長（鳥羽、知床）、病院長、花嫁行列の父親、製靴会社の専務役など。
- 犬塚弘 - 交番の警官、小学校の同級生、タクシーの運転手役など。
- じん弘 - 看板屋の親方、東北弁のツアー客、地方駅の駅長、テキヤ仲間役など。
- 大村崑 - マドンナの弟が勤めた会社の主任役。
- 柳家小さん - ラーメン屋の主人役。
- イッセー尾形 - 病院の医師、車掌、警官、海外旅行会社社員、ローカル線の老乗客役など。
- 笠井一彦 - 朝日印刷所工員・中村役で準常連、第15作以降第48作まで34作に出演。
- マキノ佐代子 - 朝日印刷所事務員兼工員ゆかり役は準常連、他に婚約者、女子大生、証券会社相談係嬢役など。
- 石井愃一 - 朝日印刷所工員役。
- 石川るみ子 - 朝日印刷工場工員役。
- 谷よしの - シリーズ当初は近所の人、その後は花売り、行商、仲居、田舎の老婆役などシリーズで計36作品に出演。28作にクレジットされている。1本で3役の時もあり。
- 出川哲朗 - 近所の板前、地方の祭りやテキヤの若衆役など。第50作では満男の小説の出版社の編集者役で出演。
- 吉田義夫 - 旅の一座の座長、映画冒頭の夢のシーンで常連悪役、父親役など。
- 岡本茉利 - 一座の娘役大空小百合、観光船のガイド、日本画家のお手伝い、夢のシーンでカスバの娘および召使い、熊本の春子、朝日印刷所の事務員、大洲の仕出し屋の店員、伊勢原市病院の看護婦役など。
- 三木のり平 - 伊予大洲藤堂家の執事吉田六郎太役など。
- あき竹城 - スルメ工場のおばさん、親方の新妻役など。
- 広川太一郎 - 第1作でさくらのお見合い相手役。
- 大杉侃二朗 - 寅の飲み友達、「菊の湯」の親父、車掌、入院患者、屋台のラーメン屋、福井の駅員、旅の一座の座員役など。
- 津嘉山正種 - オープニングでは画家、サックス奏者、ボクサー、通行人役など常連。その後は沖縄の知念医師、 陶芸家の弟子、証券会社部長、泉の母の恋人役など。
- 石井均 - 平戸の船長、佐賀の遺跡保存会員役など。
- アパッチけん - オープニングで測量技師役。島の小学校卒業生の青年役など。
- 佐野浅夫 - 詐欺師役。
- 神戸浩 - 島の連絡船係、宿屋の従業員、リリーの家のお手伝い役など。
- 寺尾聰 - 龍野市観光課員、警官、泉の父親役など。
- 久米明 - 龍野市長役。
- 石倉三郎 - そば屋の店員役など。
- 大滝秀治 - 寺の住職、旅僧、古書店主役など。
- 光石研 - 島の小学校卒業生の青年役など。
- 川合みどり - 源公の友達、ウエイトレス、店員、女客、記者、カメラ助手、旅館の売店係、乗客、ホステス、結婚式場の着付け係、花嫁行列の付き添い、夢のシーンの女など多数の役に出演。
- 田中世津子 - 初代ポンシュウの新妻、長崎五島の旅館の仲居、名古屋のアパートの隣人、大分日田の酒屋のおかみ役など。
- 山崎一 - たんか売の客役。
- 古本新之輔 - 満男の大学の友人役。
- 田中邦衛 - 小学校の教員役、鹿児島での海上タクシー(漁船)船長役。
- 春川ますみ - 寅次郎の見合いの相手で川千屋の仲居・駒子（第3作）[67]、佐賀県呼子のストリッパー（第14作）[68]。

### 主題歌
同名の主題歌レコードは1970年2月に日本クラウンから発売され、シングルで38万枚のセールスを記録した。売り上げこそ1970年代の曲としては平凡だが、映画の主題歌としては息の長い曲となった。曲の前口上は非常に有名である。
元々はテレビ版の主題歌であり、当初の歌い出しは、妹が嫁に行けないことを嘆く内容だった。しかし、妹・さくらが結婚したため、自分がヤクザ者だと自嘲する歌詞に変更された。
1996年12月公開の『虹をつかむ男』ではEDとして途中まで流され、後のアニメ『男はつらいよ〜寅次郎忘れな草〜』でも主題歌として使われた。
渥美逝去後の第49作『男はつらいよ 寅次郎ハイビスカスの花 特別篇』では八代亜紀が、第50作『男はつらいよ お帰り 寅さん』では桑田佳祐がそれぞれ主題歌を歌った。
沢知恵がアルバム『いいうたいろいろ2』の中でカバーしている他、玉置浩二や桑田佳祐（『THE ROOTS 〜偉大なる歌謡曲に感謝〜』収録）もカバーしている。
2017年8月26日からは、北総鉄道北総線新柴又駅の発車メロディとして本曲が使用されている。

### 映画シリーズ一覧
| 作数              | 公開           | タイトル                                   | 監督     | 脚本                                              | 寅次郎の マドンナ | 満男の マドンナ                          | ゲスト                                                                                    | ロケ地                                                                           | 冒頭の夢             |
| ----------------- | -------------- | ------------------------------------------ | -------- | ------------------------------------------------- | ----------------- | ---------------------------------------- | ----------------------------------------------------------------------------------------- | -------------------------------------------------------------------------------- | -------------------- |
| 第1作             | 1969年8月27日  | 男はつらいよ                               | 山田洋次 | 山田洋次 森﨑東                                   | 光本幸子          |                                          | 志村喬 広川太一郎                                                                         | 京都府 奈良県                                                                    | なし                 |
| 第2作             | 1969年11月15日 | 続・男はつらいよ                           | 山田洋次 | 山田洋次 小林俊一 宮崎晃                          | 佐藤オリエ        | 東野英治郎 ミヤコ蝶々 山﨑努             | 京都府 三重県（柘植）                                                                     | 実母お菊と再会                                                                   |                      |
| 第3作             | 1970年1月15日  | 男はつらいよ フーテンの寅                  | 森崎東   | 山田洋次 小林俊一 宮崎晃                          | 新珠三千代        | 香山美子 河原崎建三 花沢徳衛             | 三重県（湯の山温泉） 鹿児島県（種子島）                                                   | なし                                                                             |                      |
| 第4作             | 1970年2月27日  | 新・男はつらいよ                           | 小林俊一 | 山田洋次 宮崎晃                                   | 栗原小巻①         | 財津一郎 三島雅夫 横内正                 | 山梨県（道志村） 愛知県（名古屋市） 大分県（由布院）                                      | なし                                                                             |                      |
| 第5作             | 1970年8月25日  | 男はつらいよ 望郷篇                        | 山田洋次 | 山田洋次 宮崎晃                                   | 長山藍子          | 杉山とく子 井川比佐志 松山省二           | 千葉県（浦安市） 北海道（札幌市、小樽市）                                                 | おいちゃんの臨終                                                                 |                      |
| 第6作             | 1971年1月15日  | 男はつらいよ 純情篇                        | 山田洋次 | 山田洋次 宮崎晃                                   | 若尾文子          | 森繁久彌 宮本信子 垂水悟郎               | 長崎県（長崎市、福江島） 静岡県（浜名湖）                                                 | なし                                                                             |                      |
| 第7作             | 1971年4月28日  | 男はつらいよ 奮闘篇                        | 山田洋次 | 山田洋次 朝間義隆                                 | 榊原るみ          | ミヤコ蝶々 田中邦衛 柳家小さん 光本幸子  | 新潟県（越後広瀬） 静岡県（沼津市、富士市本町通） 青森県（鰺ヶ沢町、弘前市）              | なし                                                                             |                      |
| 第8作             | 1971年12月29日 | 男はつらいよ 寅次郎恋歌                    | 山田洋次 | 山田洋次 朝間義隆                                 | 池内淳子          | 吉田義夫 岡本茉利 志村喬                 | 岡山県（備中高梁）                                                                        | なし                                                                             |                      |
| 第9作             | 1972年8月5日   | 男はつらいよ 柴又慕情                      | 山田洋次 | 山田洋次 朝間義隆                                 | 吉永小百合①       | 宮口精二 佐山俊二                        | 石川県（金沢市） 福井県（東尋坊）                                                         | 渡世人寅借金取り撃退                                                             |                      |
| 第10作            | 1972年12月29日 | 男はつらいよ 寅次郎夢枕                    | 山田洋次 | 山田洋次 朝間義隆                                 | 八千草薫          | 田中絹代 米倉斉加年                      | 山梨県（甲府市） 東京都（亀戸天神） 長野県（奈良井）                                      | マカオの寅                                                                       |                      |
| 第11作            | 1973年8月4日   | 男はつらいよ 寅次郎忘れな草                | 山田洋次 | 山田洋次 宮崎晃 朝間義隆                          | 浅丘ルリ子①       | 織本順吉 毒蝮三太夫                      | 北海道（網走）                                                                            | 旅ガラスの剣豪寅                                                                 |                      |
| 第12作            | 1973年12月26日 | 男はつらいよ 私の寅さん                    | 山田洋次 | 山田洋次 朝間義隆                                 | 岸惠子            | 前田武彦 津川雅彦                        | 熊本県（阿蘇、阿蘇郡、熊本城公園） 大分県（高崎山自然動物園）                             | 大飢饉の柴又村救済                                                               |                      |
| 第13作            | 1974年8月3日   | 男はつらいよ 寅次郎恋やつれ                | 山田洋次 | 山田洋次 朝間義隆                                 | 吉永小百合②       | 高田敏江 宮口精二                        | 島根県（津和野、温泉津）                                                                  | 花嫁と帰郷                                                                       |                      |
| 第14作            | 1974年12月28日 | 男はつらいよ 寅次郎子守唄                  | 山田洋次 | 山田洋次 朝間義隆                                 | 十朱幸代          | 月亭八方 春川ますみ 上條恒彦             | 佐賀県（唐津市） 群馬県（磯部温泉）                                                       | 産土の神様                                                                       |                      |
| 第15作            | 1975年8月2日   | 男はつらいよ 寅次郎相合い傘                | 山田洋次 | 山田洋次 朝間義隆                                 | 浅丘ルリ子②       | 船越英二 岩崎加根子 早乙女愛             | 青森県（青森市） 北海道（函館市、長万部町、札幌市、小樽市）                               | 海賊タイガー奴隷船救援                                                           |                      |
| 第16作            | 1975年12月27日 | 男はつらいよ 葛飾立志篇                    | 山田洋次 | 山田洋次 朝間義隆                                 | 樫山文枝          | 桜田淳子 米倉斉加年 大滝秀治 小林桂樹    | 山形県（寒河江市） 静岡県（沼津市）                                                       | 西部のお尋ね者タイガーキッド                                                     |                      |
| 第17作            | 1976年7月24日  | 男はつらいよ 寅次郎夕焼け小焼け            | 山田洋次 | 山田洋次 朝間義隆                                 | 太地喜和子        | 宇野重吉 岡田嘉子 桜井センリ             | 兵庫県（龍野市）                                                                          | 車船長大魚と戦う                                                                 |                      |
| 第18作            | 1976年12月25日 | 男はつらいよ 寅次郎純情詩集                | 山田洋次 | 山田洋次 朝間義隆                                 | 京マチ子          | 檀ふみ 浦辺粂子                          | 長野県（別所温泉） 新潟県（六日町）                                                       | アラビアのトランス                                                               |                      |
| 第19作            | 1977年8月6日   | 男はつらいよ 寅次郎と殿様                  | 山田洋次 | 山田洋次 朝間義隆                                 | 真野響子          | 嵐寛寿郎 三木のり平 平田昭彦             | 愛媛県（大洲市）                                                                          | 鞍馬天狗                                                                         |                      |
| 第20作            | 1977年12月24日 | 男はつらいよ 寅次郎頑張れ!                 | 山田洋次 | 山田洋次 朝間義隆                                 | 藤村志保          | 中村雅俊 大竹しのぶ 桜井センリ           | 長崎県（平戸島）                                                                          | とらや突然大金持ち                                                               |                      |
| 第21作            | 1978年8月5日   | 男はつらいよ 寅次郎わが道をゆく            | 山田洋次 | 山田洋次 朝間義隆                                 | 木の実ナナ        | 武田鉄矢 竜雷太                          | 熊本県（田の原温泉）                                                                      | 寅は異星人                                                                       |                      |
| 第22作            | 1978年12月27日 | 男はつらいよ 噂の寅次郎                    | 山田洋次 | 山田洋次 朝間義隆                                 | 大原麗子①         | 室田日出男 泉ピン子 志村喬               | 長野県（木曽福島） 静岡県（大井川）                                                       | 南無観世音寅地蔵                                                                 |                      |
| 第23作            | 1979年8月4日   | 男はつらいよ 翔んでる寅次郎                | 山田洋次 | 山田洋次 朝間義隆                                 | 桃井かおり        | 湯原昌幸 布施明 木暮実千代               | 北海道（支笏湖）                                                                          | 車博士便秘薬発明                                                                 |                      |
| 第24作            | 1979年12月28日 | 男はつらいよ 寅次郎春の夢                  | 山田洋次 | 山田洋次 朝間義隆 栗山富夫 レナード・シュレイダー | 香川京子          | ハーブ・エデルマン 林寛子                | 和歌山県 京都府 アメリカ合衆国（アリゾナ州）                                              | シスコのお尋ね者                                                                 |                      |
| 第25作            | 1980年8月2日   | 男はつらいよ 寅次郎ハイビスカスの花        | 山田洋次 | 山田洋次 朝間義隆                                 | 浅丘ルリ子③       | 江藤潤                                   | 沖縄県 長野県（軽井沢町） 群馬県(中之条町)                                                | 鼠小僧寅吉                                                                       |                      |
| 第26作            | 1980年12月27日 | 男はつらいよ 寅次郎かもめ歌                | 山田洋次 | 山田洋次 朝間義隆                                 | 伊藤蘭            | 松村達雄 村田雄浩                        | 北海道（奥尻島、江差町） 徳島県                                                           | 悪代官退治                                                                       |                      |
| 第27作            | 1981年8月8日   | 男はつらいよ 浪花の恋の寅次郎              | 山田洋次 | 山田洋次 朝間義隆                                 | 松坂慶子①         | 芦屋雁之助 正司照江 正司花江             | 大阪府大阪市 奈良県（生駒山） 広島県（豊浜町、豊町） 長崎県（対馬）                       | 浦島寅次郎                                                                       |                      |
| 第28作            | 1981年12月28日 | 男はつらいよ 寅次郎紙風船                  | 山田洋次 | 山田洋次 朝間義隆                                 | 音無美紀子        | 岸本加世子 地井武男 小沢昭一             | 福岡県（秋月） 大分県（夜明） 静岡県（焼津市） 佐賀県（鳥栖市）                           | ノーベル医学賞受賞                                                               |                      |
| 第29作            | 1982年8月7日   | 男はつらいよ 寅次郎あじさいの恋            | 山田洋次 | 山田洋次 朝間義隆                                 | いしだあゆみ      | 片岡仁左衛門 柄本明                      | 京都府（京都市、伊根） 長野県（信濃大町） 神奈川県（鎌倉市） 滋賀県（彦根市）             | 雀のお宿                                                                         |                      |
| 第30作            | 1982年12月28日 | 男はつらいよ 花も嵐も寅次郎                | 山田洋次 | 山田洋次 朝間義隆                                 | 田中裕子          | 沢田研二 朝丘雪路                        | 大分県（杵築、湯平温泉、鉄輪温泉、由布院、志高湖、臼杵） 千葉県（谷津遊園）               | ブルックリンの寅                                                                 |                      |
| 第31作            | 1983年8月6日   | 男はつらいよ 旅と女と寅次郎                | 山田洋次 | 山田洋次 朝間義隆                                 | 都はるみ          | 北林谷栄 中北千枝子 藤岡琢也             | 新潟県（佐渡市、新潟市) 北海道 (支笏湖）                                                  | 佐渡金山一揆首謀者                                                               |                      |
| 第32作            | 1983年12月28日 | 男はつらいよ 口笛を吹く寅次郎              | 山田洋次 | 山田洋次 朝間義隆                                 | 竹下景子①         | 松村達雄 中井貴一 杉田かおる             | 岡山県（備中高梁） 広島県（因島）                                                         | 偽物寅出現                                                                       |                      |
| 第33作            | 1984年8月4日   | 男はつらいよ 夜霧にむせぶ寅次郎            | 山田洋次 | 山田洋次 朝間義隆                                 | 中原理恵          | 渡瀬恒彦 佐藤B作 秋野太作                | 岩手県（盛岡市） 北海道（釧路市、根室市、中標津町、養老牛温泉）                           | ハードボイルド寅                                                                 |                      |
| 第34作            | 1984年12月28日 | 男はつらいよ 寅次郎真実一路                | 山田洋次 | 山田洋次 朝間義隆                                 | 大原麗子②         | 米倉斉加年 風見章子 津島恵子 辰巳柳太郎  | 鹿児島県（枕崎市、指宿市） 茨城県（牛久沼）                                               | 大怪獣ギララと対決                                                               |                      |
| 第35作            | 1985年8月3日   | 男はつらいよ 寅次郎恋愛塾                  | 山田洋次 | 山田洋次 朝間義隆                                 | 樋口可南子        | 平田満 初井言榮                          | 長崎県（上五島） 天草市 秋田県（鹿角市）                                                  | 姥捨山                                                                           |                      |
| 第36作            | 1985年12月28日 | 男はつらいよ 柴又より愛をこめて            | 山田洋次 | 山田洋次 朝間義隆                                 | 栗原小巻②         | 川谷拓三                                 | 静岡県（下田） 東京都（式根島） 静岡県（浜名湖） 福島県（会津若松市）                     | 突然宇宙飛行士に                                                                 |                      |
| 第37作            | 1986年12月20日 | 男はつらいよ 幸福の青い鳥                  | 山田洋次 | 山田洋次 朝間義隆                                 | 志穂美悦子        | 長渕剛 桜井センリ 有森也実               | 福岡県（筑豊） 山口県（萩市、下関市）                                                     | 青い鳥を捕まえに                                                                 |                      |
| 第38作            | 1987年8月5日   | 男はつらいよ 知床慕情                      | 山田洋次 | 山田洋次 朝間義隆                                 | 竹下景子②         | 三船敏郎 淡路恵子                        | 北海道（斜里町） 岐阜県（岐阜市）                                                         | なし                                                                             |                      |
| 第39作            | 1987年12月26日 | 男はつらいよ 寅次郎物語                    | 山田洋次 | 山田洋次 朝間義隆                                 | 秋吉久美子        | 五月みどり 河内桃子                      | 奈良県（吉野） 和歌山県 三重県（志摩市、伊勢市二見町）                                    | 父親と喧嘩                                                                       |                      |
| 第40作            | 1988年12月24日 | 男はつらいよ 寅次郎サラダ記念日            | 山田洋次 | 山田洋次 朝間義隆                                 | 三田佳子          | 三田寛子 尾美としのり 鈴木光枝           | 長野県（小諸市、松本市） 長崎県（島原市）                                                 | なし                                                                             |                      |
| 第41作            | 1989年8月5日   | 男はつらいよ 寅次郎心の旅路                | 山田洋次 | 山田洋次 朝間義隆                                 | 竹下景子③         | 淡路恵子 柄本明 マーチン・ロシュバーガー | オーストリア（ウィーン） オランダ（アムステルダム、スキポール空港） 宮城県（松島） 石川県 | なし                                                                             |                      |
| 第42作            | 1989年12月27日 | 男はつらいよ ぼくの伯父さん                | 山田洋次 | 山田洋次 朝間義隆                                 | 檀ふみ            | 後藤久美子①                              | 夏木マリ 尾藤イサオ                                                                       | 佐賀県（佐賀市、古湯温泉、吉野ヶ里） 茨城県（袋田） 愛知県（名古屋市、錦三丁目） | なし                 |
| 第43作            | 1990年12月22日 | 男はつらいよ 寅次郎の休日                  | 山田洋次 | 山田洋次 朝間義隆                                 | 夏木マリ          | 後藤久美子②                              | 寺尾聰 宮崎美子                                                                           | 大分県（日田市） 愛知県（名古屋市）                                              | 平安の公家と桜式部   |
| 第44作            | 1991年12月23日 | 男はつらいよ 寅次郎の告白                  | 山田洋次 | 山田洋次 朝間義隆                                 | 吉田日出子        | 後藤久美子③                              | 夏木マリ                                                                                  | 鳥取県 岐阜県（奥恵那峡、蛭川）                                                  | なし                 |
| 第45作            | 1992年12月26日 | 男はつらいよ 寅次郎の青春                  | 山田洋次 | 山田洋次 朝間義隆                                 | 風吹ジュン        | 後藤久美子④                              | 永瀬正敏 夏木マリ                                                                         | 宮崎県（油津） 岐阜県（下呂温泉）                                                | 文学博士寅           |
| 第46作            | 1993年12月25日 | 男はつらいよ 寅次郎の縁談                  | 山田洋次 | 山田洋次 朝間義隆                                 | 松坂慶子②         | 城山美佳子                               | 島田正吾 光本幸子                                                                         | 香川県（琴平、志々島、高見島） 栃木県（烏山）                                    | なし                 |
| 第47作            | 1994年12月23日 | 男はつらいよ 拝啓車寅次郎様                | 山田洋次 | 山田洋次 朝間義隆                                 | かたせ梨乃        | 牧瀬里穂                                 | 小林幸子                                                                                  | 新潟県（上越市） 滋賀県（長浜、西浅井町） 神奈川県（鎌倉市）、長崎県（雲仙）     | なし                 |
| 第48作            | 1995年12月23日 | 男はつらいよ 寅次郎紅の花                  | 山田洋次 | 山田洋次 朝間義隆                                 | 浅丘ルリ子④       | 後藤久美子⑤                              | 夏木マリ 田中邦衛 村山富市 宮川大助・花子                                                 | 鹿児島県（奄美大島） 岡山県（滝尾、津山） 兵庫県（神戸市）                       | なし                 |
| 第49作 （特別編） | 1997年11月22日 | 男はつらいよ 寅次郎ハイビスカスの花 特別篇 | 山田洋次 | 山田洋次 朝間義隆                                 | 浅丘ルリ子⑤       |                                          | 江藤潤                                                                                    | 沖縄県                                                                           | なし                 |
| 第50作            | 2019年12月27日 | 男はつらいよ お帰り 寅さん                 | 山田洋次 | 山田洋次 朝原雄三                                 | 浅丘ルリ子⑥       | 後藤久美子⑥                              | 出川哲朗 カンニング竹山 松野太紀 夏木マリ 小林稔侍                                        | 鳥取県 神奈川県                                                                  | 鳥取砂丘での満男と泉 |

### 予定されていた作品
1996年12月28日公開予定『男はつらいよ 寅次郎花へんろ』
（マドンナ：田中裕子 ロケ地：高知県 原作：室生犀星『あにいもうと』）
タイトルは『男はつらいよ 寅次郎花へんろ』。渥美の親友、早坂暁の代表作、花へんろ（NHKドラマ・花へんろで、渥美はナレーションを担当している）からで、渥美がお遍路に興味を持っていたこともヒントになっている。兄弟のストーリーは後の『虹をつかむ男 南国奮斗篇』で生かされている。シリーズ第49作のマドンナは田中裕子で、その兄役で西田敏行が出演の予定だった。物語は、妹が中絶した子供の父親が寅さんか、と兄が疑い、その後寅さんがこの兄妹の後見人になる。あるいは、妹(田中)は兄(西田)の反対を押し切ってアメリカ人と結婚。結婚に失敗して10年か15年ぶりに高知の田舎へ帰ってくる。兄は工事現場労働者、若しくはトラック運転手、とび職のやくざっぽい粗暴な男で、その妹への思いが強く辛く当たってしまいその間を寅さんが取り持つ予定だったともいわれる。山田によると「二人の兄弟、寅とさくらの兄弟、その二つの兄弟の愛憎物語、ダブルの兄弟愛を考えていた」としている。
また満男シリーズの完結編として泉と満男を結婚させ、甥の結婚を見届けた寅次郎は放浪の終焉を宣言し、第50作に繋げる予定だった。満男と泉が結婚式を挙げるものの肝心の寅さんが行方不明。いろんなことがあって、最後に結婚式場にヒュッと表れ素敵な演説を打って消えていく、というストーリーだった。
秋からの撮影を控えており、1996年6月27日(30日という説もある)には打ち合わせでタイトル、大まかなストーリーは伝えており 満男役の吉岡秀隆も同年公開の「学校II」をやっている時に、山田が「秋にまたやるよ」と49作目の話をしていたと語っている。ロケ地となるはずだった高知県安芸市伊尾木地区の伊尾木洞近くには「寅さん地蔵」が建立されており、2002年に開業した土佐くろしお鉄道ごめん・なはり線伊尾木駅のイメージキャラクター「いおき トラオくん」は寅次郎をモチーフとされている。公開は1996年12月28日予定だった。
1997年12月27日公開予定 タイトル不明
（マドンナ：黒柳徹子 ロケ地：未定）
山田洋次は、寅次郎はテキ屋を引退、幼稚園の用務員になり、子供たちとかくれんぼをしている最中に息を引き取り、町の人が思い出のために地蔵を作るという構想を早くから持ち 第49作から直結するストーリーだった。黒柳も冗談に「最後のマドンナは黒柳徹子さんだ」と山田から言われていたと林真理子の対談で明かしている。このことは1990年8月25日に放送されたTBS『クイズダービー』（第754回）の第7問（三択問題）で出題されており、遅くとも同年時点でこの構想があったことがわかる。
2024年の著作の中で山田は「もしもう一本撮るとしたら最後のマドンナはいよいよ（渥美の親友の）黒柳さんだ。シスター役で、チャキチャキ歩いて喋るのが早い非常に知的な人。今までに寅次郎がまだあったことのないタイプ」と答えている。
寅次郎の死去
2023年の山田洋次へのインタビューでは、遠藤周作との対談で、「寅はだんだん身体が弱って、旅に出る元気もなくなる。それを御前様が哀れがり『お前は愚かな男だけれど何の罪も犯してはいない。それどころか多くの人を精神的に救ってきた。お前の晩年が人に迷惑をかけるようじゃ気の毒だからうちの寺で暮らせ』と寅を引き取る。そして寅は寺男として掃除なんかして暮らす。ある日子どもたちとかくれんぼをしているうちに鬼の寅が探しに来ない。子どもたちが探しに行くと寅は縁の下でうずくまったまま息を引き取っていた――。御前様が哀れがり「寅次郎」という地蔵を彫り、境内に建てた。その地蔵は御利益があり、特に恋に悩む若者たちがたくさん拝みにくるようになった。もしかしたら息を引き取る間際、頭がぼんやりしてきて、恋した美しいマドンナたちの姿が走馬灯のようにかけめぐったんじゃないかな」と話している。
第51作目
山田洋次は第50作目終了時点では「考えてもいない。もしそういう声が起きれば…」、映画公開55周年寅さんサミットでは「つくりたいけど寅さんがいない。つくってほしいという声はうれしい」と発言している。
幻のマドンナ歌子三部作
NHK衛星第2の番組（1991.9.30放送）の中で吉永小百合と山田洋次の対談が行われ山田は「また、寅次郎と歌子（吉永小百合）が再会したらどうなるかって、しょっちゅう考えているんですよ」と語っており、ストーリーは『歌子が手話の通訳となり働いている。偶然再会した寅さんは歌子から手話を習い、物語の最後に、手話で歌子に自分の気持を伝える。それが通じたかどうかは分からないというストーリー』 、或いは『離婚した歌子は伊豆大島で福祉職員として働いている。そこへ旅の途中の寅さんが現れ偶然の再開をする』というストーリーだったが吉永の撮影スケジュールが合わず「それに、同じ役を何度もやると、私自身がマンネリになるんじゃないかと」「もう一度、出演するべきでした。最後ということが分かっていたらどんな形でも出たかった。後悔しています」と吉永は語っている。
幻の新作『寅次郎 福音編』
山田洋次が2024年に発売した著作の中で『寅次郎 福音編』の抜粋を特別寄稿している。それによるとマドンナは黒柳徹子。寅次郎は柴又へ帰郷したものの大喧嘩をしてくるまやを飛び出そうとする。そこへ二丁目の柴又教会のシスターの透子（とうこ、黒柳徹子）がやってくる。寅次郎は一目ぼれをしキリスト教へ改宗までしようとする。しかし透子は函館の修道院で一生を過ごすことを決意し、寅次郎は失恋をする。ラストシーンで寅次郎は青森県の竜飛岬の小さな神社のお祭りでじっと函館の透子を思いエンディングとなる。

### テレビ放送
テレビではこれまでに幾度か48作もしくは特別篇含む49作、2021年以降は全50作が続けて放送されている。2001年 - 2003年に、テレビ東京系列で、2005年 - 2007年には、NHK-BS2で48作が放送された。2011年 - 2012年には、WOWOWで当時の全作品である49作が初めてハイビジョン画質で放送されている。2013年10月から1年間をかけてBSジャパン（現・BSテレ東）にて「土曜は寅さん!」枠で49作品の放送が行われた（2015年、2017年、2018年、2020年、2021年にアンコール放送）他、衛星劇場の「松竹チャンネル」内でも放送されている。
また50作は2021年にBSテレ東で初めて放送された。

#### 映画の全作品連続放送
- テレビ東京 2001年10月 - 2004年3月に48作を放送[97]。
- NHK-BS2 2005年8月 - 2007年1月に48作を放送[98]。
- WOWOW 2011年12月 - 2012年12月に「金曜寅さん」として特別篇を含む49作を放送[99]。
- BSジャパン/BSテレ東

1. 2013年10月 - 2014年9月、「土曜は寅さん!」と題して特別篇を含む49作を放送。
2. 2015年1月 - 12月、上記のリピート放送[100]。
3. 2017年4月 - 2018年3月、「やっぱり土曜は寅さん！」と題して特別篇を含む49作を放送[101]。
4. 2018年10月 - 2019年9月、 上記のリピート放送[102]。

- BSテレ東4K

1. 2020年4月 - 2021年3月、開局20周年企画としてテレビ初放送となる4Kデジタル修復版を使用し「土曜は寅さん！4Kでらっくす」と題して『お帰り 寅さん』を含む全50作を放送[103][104]。
2. 2021年10月 - 2022年9月、上記のリピート放送[注 39][105]。
3. 2023年4月 - 2024年3月　上記のリピート放送。
4. 2024年10月からリピート放送予定

- 衛星劇場 2014年8月 - 2016年10月に特別篇を含む49作を放送し、2016年12月から再び放送を開始した[106]。

## エピソード

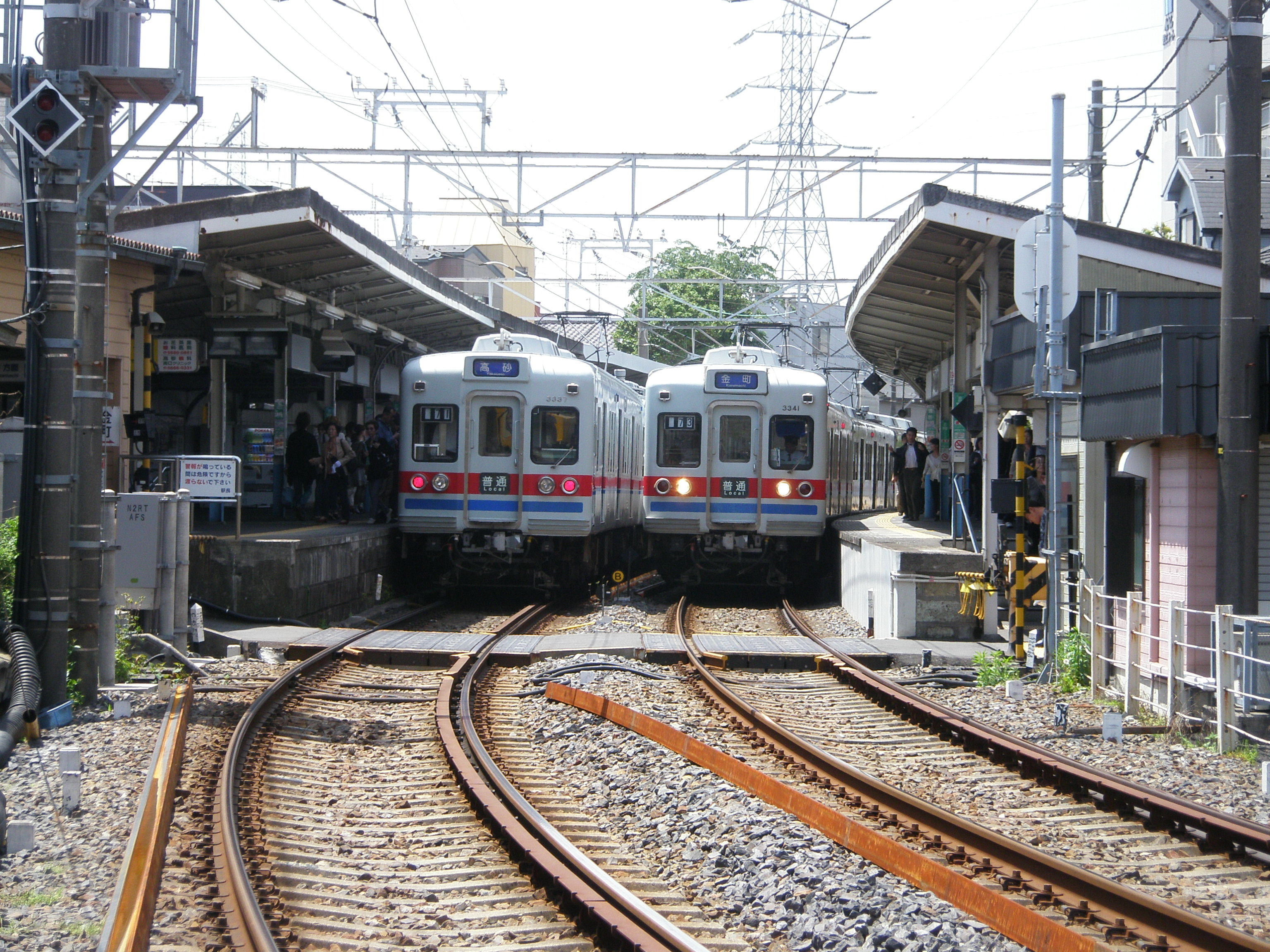
京成電鉄が施設内撮影を許可（イメージ）

- 企画段階では名前は寅次郎ではなく虎次郎であった[107]。
- 渥美清の出演料は一本5000万円とも1億円とも言われていたが、松竹スタッフによると3000万円から4000万円だったという[108]。
- オープニングテーマの前に始まる、寅次郎が旅先で見る様々な夢は、全撮影の最後に撮影されている。夢のシーンは『科学者の寅次郎が怪獣を倒す』等の、本編とは全く関係のない話が多い。なお、出演者には直前まで内容は秘密にされていたという。
- 山田洋次が柴又を知ったのは、『下町の太陽』を監督する際、作家の早乙女勝元に教授してもらうために早乙女宅を訪問し、すぐそばにあった帝釈天を案内されたのがきっかけである。それまで舞台をどこにするか決めるために様々な所を歩き回り、一時は舞台が浦安に決まりかけていたと言うが、柴又に来た時に「渥美ちゃんがふらっと出て来そうだね」と盛り上がって、舞台が柴又に決まったと言う[109]。また足立区の西新井大師も候補に挙がっていた。
- 山田によると演技で苦労したのは映画第一作目だけだったと述べている。第一作では渥美は過剰な演技やいらない芝居ばかりしていたり、「間」をどうしても保てなくあっち向いたりあれこれ動いたり無駄な芝居で間を埋めてしまっていた。しかし第二作目からは余分な芝居が全く無かったと述懐している[110]。
- 映画の舞台に使用した柴又の団子屋が、実際に「とらや」に屋号を変更したため、作中の「とらや」の屋号は、第40作から「くるまや」に変わる。
- 出川哲朗は若手時代に、第37作から第41作の5作品に端役で出演し、全ての出演シーンでなぜかはちまきをしている。第37作・第39作ではセリフもある。本人のコメントによると、撮影現場で渥美清に「君は普段何をしてるのかね?」と尋ねられたという。第50作では出版社の編集者役で出演した。
- 第46作には、本作と同時上映として製作されていた『釣りバカ日誌』の主人公である西田敏行演じるハマちゃんがカメオ出演している。釣具を背負ったハマちゃんが釣りに向かう途中、くるまやの前を通っておばちゃんと会話を交わすというもので、松竹の二大シリーズ間でクロスオーバーが行われた。
- 1986年8月は、山田洋次監督の『キネマの天地』が公開されたため、『男はつらいよ』シリーズは制作されていないが、寅さんファミリー総出演である。主人公の小春（演：有森也実）の父親である喜八を「渥美清」が演じ、親子役で「倍賞千恵子」がゆき（弘吉の妻）、「前田吟」が弘吉（ゆきの夫、都電の運転手）、「吉岡秀隆」が満男（息子）。その他でも健二郎（演：中井貴一）の下宿のおかみ（貞子）を「三崎千恵子」、健二郎の父親（島田庄吉）を「下條正巳」、留置場の男（留吉）を「佐藤蛾次郎」、撮影所の小使（トモさん）を「笠智衆」が演じている。
- 長野県小諸市古城一丁目には、渥美清こもろ寅さん会館という記念館があったが入館者の減少と渥美と親交のあった館長が亡くなったため休館となった[111][112]。2012年に運営元の株式会社寅さん会館が解散したため、そのまま閉館となりほとんどの収蔵品は館内から処分されている[113]。渥美清こもろ寅さん会館の土地と建物は売却されることが決定しており、シンボルとして設置されていた寅さんの銅像も市では移設や譲渡は難しいとして処分が検討されている[114]。
- 京成電鉄は初回より撮影に協力。日本の鉄道事業者で初めて鉄道施設内での撮影を可能とした（当時は日本国有鉄道でも鉄道施設内の撮影は例外を除き認められていない）。
- マドンナ役には山口百恵も考えられていた。山田によると、既に山口は映画作品には出演していなかった時期のため断念した[115]。
- 渥美の死去により、2代目寅さんの誕生が噂され、片岡鶴太郎や西田敏行らが候補とされた。実際に報道もされたが、「寅さん=渥美清」という山田監督の意向もあってお蔵入りとなっている。1996年・1997年には、本シリーズに代わる新たな松竹正月映画として、西田主演、山田監督、寅さんファミリーと呼ばれる常連出演者勢ぞろい、男はつらいよとほぼ同じスタッフが参加した『虹をつかむ男』が公開された[75]。その後の松竹の看板正月映画は、1988年から2009年まで続いた、西田主演で山田洋次が脚本家としても携わる『釣りバカ日誌』シリーズに受け継がれることとなる。
- 48作中9作がキネマ旬報・ベストテンに入選している（第1、2、5、8、9、11、15、17、38作）。同ベストテンでは、プログラムピクチャーシリーズ（『駅前』『社長』『若大将』など）やその他時代劇も含め、シリーズ物の映画はほとんど無視される傾向がある。同様に高く評価された『仁義なき戦い』は、ストーリーが進行・完結していくタイプの五部作であり、むしろやはり評価の高かった『人間の條件』の同類項と言える。登場人物が年を重ねる『男はつらいよ』は、永劫回帰型の典型例として挙げられることの多い『サザエさん』は『銭形平次』とは少し異なるが、それ以外の要素が大きく遷移するわけではなく、基本的には物語は繰り返しである点で上記のプログラムピクチャー群と同系であり、その中では全くの例外として批評家受けを博することができた。ちなみに同ベストテン11～20位圏内に第6、7、10、12、13、14、16、18～23、25、27～29、32、40，42、48作、21～30位圏内に入ったのが第25、33、50作であり、ある時期まで安定して根強い支持が続いていたことがうかがえる。
- 特に、ブラジルのサンパウロにある日本人街「リベルダージ」の映画館では、1990年代に至るまで最新作が毎作上映されていた。なお、ブラジルの法律で「8歳以上指定作品」となっていた。
- また、同じく1990年代までは、日本航空の機内で最新作が上映されていた。また日本航空は海外ロケの製作協力もしていた。
- 2015年11月7日、男はつらいよのロケ地となった国内外12地域の観光関係者が柴又に集まり、「寅さんサミット」が初めて開催された[116]。
- スリランカでは日本文化への理解や関心を促進することを狙って2017年から現地語吹き替え、英語字幕によるテレビ放送が開始された[117]。
- 前述の寅さんが旅先で書く手紙は作中によく出てくるが、初期の頃はさくら役の倍賞千恵子が左手で書いておりわざと間違えてペンで塗りつぶしたりしていた。その後美術部が書くようになり、後半では備後屋役で出演している装飾担当の露木が書いていた[118]。
- 五十嵐敬司チーフ助監督によると「見学に来てくれた人には全部見てもらうのが基本精神」で、エキストラも現地で募集することもあった[注 40][119]。第41作の船に乗っているシーンのタイトルバックなど、寅役自体を地元の素人が演じることもあった[120]。寅さんが手や頭を洗うシーンや道を歩くシーン、シルエットのカットバック、遠景で歩くシーン等は「吹き替え」と称して顎の張り具合や髪のちぢれ具合が良く似ている五十嵐が何作か出演していた[121]。
- 1997年に公開された『寅次郎ハイビスカスの花 特別篇』は、根強い寅さん人気に応える形で作られた作品だった。満男が寅さんを回想する内容で、タイトルになっている第25作『寅次郎ハイビスカスの花』だけではなく、第11作『寅次郎忘れな草』、第15作『寅次郎相合い傘』のシーンが使われている。映像技術の進歩によって制作できた作品とも言え、満男が見た幻として寅さんが既存映像の流用によるCG合成で登場した。主題歌を八代亜紀が歌っている。
- 『男はつらいよ 寅次郎花へんろ』が公開予定だった1996年12月28日にほぼ同じキャストで『虹をつかむ男』が渥美清への追憶映画として公開された。BGMやエンディングも本作のものが使用されている。倍賞千恵子、前田吟、吉岡秀隆の3人はこの映画でも親子役であり、渥美清もCGではあるが1シーンだけ登場している。但しエンドロール出演者クレジットには渥美の名前はない[122]。

### シリーズのロケ地
『男はつらいよ』シリーズの撮影はほぼ日本全国で行われているが、高知県と富山県と埼玉県では撮影が行われていない。ただし埼玉県は第14作のオープニングで秩父市美の山公園から秩父の山々を撮影しており、高知県では第49作の撮影が決定していた。また、セリフ上では第8作で高知へ行ったということになっている。また、第50作目の舞台は富山県が最有力候補であった。群馬県に縁がなかったかに思えるが、第14作「寅次郎子守唄」及び第25作「寅次郎ハイビスカスの花」ではスポット的に登場している。高知県と富山県では後に、『男はつらいよ』以後松竹の看板映画シリーズになった『釣りバカ日誌』において、連続して撮影が行われた。
海外でのロケは第24作「寅次郎春の夢」（アメリカ合衆国）と第41作「寅次郎の心の旅路」(オーストリア）の二作品である。前者はアメリカに寅さんは登場していないが、予告編撮影と現地挨拶のため渥美は渡米している。

### 古代の寅さん

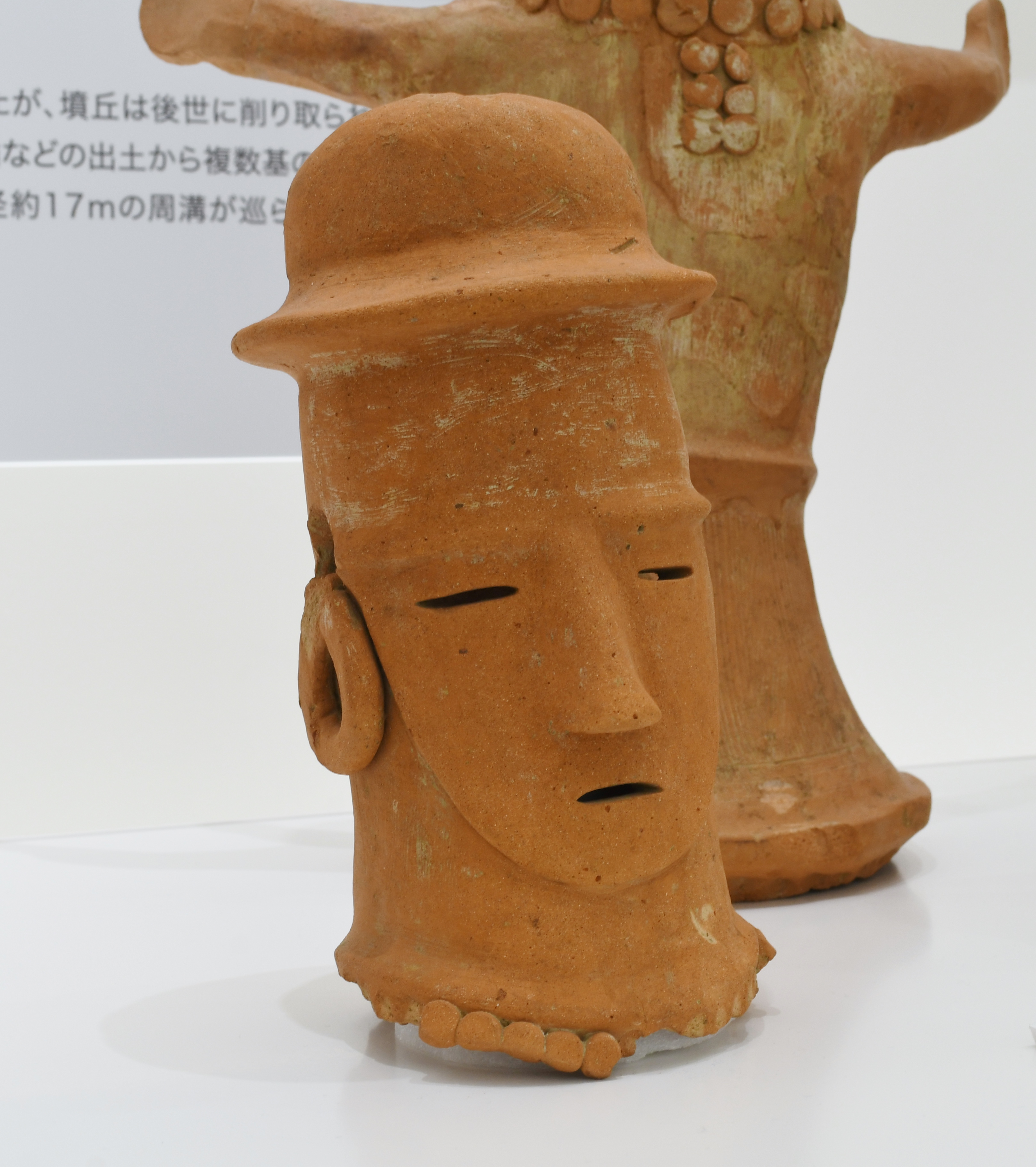
柴又八幡神社古墳出土「寅さん埴輪」（葛飾区郷土と天文の博物館展示）

2001年（平成13年）8月4日、奇しくも渥美清の5回目の命日に、柴又八幡神社古墳において帽子や顔の輪郭などが「寅さん」にそっくりな埴輪の頭部が出土した。その後、複製が寅さん記念館に展示された。この埴輪は下総型人物埴輪と呼ばれる6世紀後半のもので、大きさは約35cmで、この埴輪を見た山田洋次は驚いたという。新聞で紹介されたときは「君は寅さんのご先祖様かい?」という見出しがついた。なお「寅さん埴輪」は、柴又八幡神社古墳から出土した他の埴輪とともに、「柴又八幡神社古墳出土埴輪」として、2011年（平成23年）6月9日に東京都指定有形文化財に指定されている。
また、奈良時代の721年（養老5年）に作成された『下総国葛飾郡大嶋郷戸籍』（正倉院文書）には、現在の葛飾区に比定される大嶋郷に「刀良」（とら）という男性と「佐久良売」（さくらめ）という名の女性が記されており、これも『男はつらいよ』にちなんで言及されることがある。

## 有名なシーン・セリフ

### 有名なシーン
「寅のアリア」
（第15作・男はつらいよ 寅次郎相合い傘）
リリーをキャバレーまで送った寅次郎は、そのあまりの環境の劣悪さに驚き、肩を落としてとらやに帰って来る。「俺にふんだんに銭があったら…」寅次郎は大ステージで歌い上げるリリーの姿を想像し、臨場感たっぷりにさくらたちへ語って聞かせる。寅次郎の切ないまでの愛情が渥美清の演技によって表現されている。山田洋次によれば、後日リリー役の浅丘ルリ子がこのシーンを見て涙を流していたという。このシーンに限らず、渥美清独特の語り口によってなされる“一人語り”はスタッフの間から「寅のアリア」と呼ばれていた。
「メロン騒動」
（第15作・男はつらいよ 寅次郎相合い傘）
寅次郎の世話になった男から高級メロンをもらったとらやの面々。切り分けて食べ始めたところへ寅次郎が外出から戻ってくる。寅次郎の分をうっかり勘定に入れ忘れていたことに気付いた一同は、大慌てで場を取り繕うとする。そんなとらやの人々を「心が冷たい」と一方的に激しく詰り、さくらが必死で謝っても、痺れを切らしたおっちゃんが寅次郎の分のメロン代を渡そうとしても、ネチネチと悪態をつき続け、しまいにはおばちゃんが泣き出してしまう。そんな寅次郎を見かね、リリーが核心を突いた言葉で一喝した事で2人は大喧嘩となる。逆上した寅次郎が飛び出していった後、リリーはつい大人げない事をしてしまったととらや一同に謝るが、とらやの人々からは「たまにはあれくらい言ってやらないと」「寧ろ、自分達が言いたかった事を言ってくれてスッとした」と感謝された。
以降のシリーズでも作中でマドンナとなる人物が正論で寅次郎の身勝手を咎め、感情的になった寅次郎がそれに憤慨して口論や取っ組み合いにもつれ込んでしまうという、このシーンをオマージュしたような場面がしばしば見受けられる。
「相合い傘」
（第15作・男はつらいよ 寅次郎相合い傘）
先述のメロン騒動でリリーと大喧嘩した後、題経寺の鐘撞き堂で源ちゃんに買いに行かせたラーメンをやけ食いしながら不貞腐れていた寅次郎であったが、そこへ雷が鳴り始め、夕立が降ってきた事で不意にリリーの事が心配になり、とらやへと戻ると、リリーが仕事へ行った事をさくらから聞き、素直でない態度をとりながらも気が気でない様子を見せる。そんな寅次郎を察したさくらとおばちゃんが傘を渡し、リリーを迎えに行くように促すと、寅次郎は口では文句を言いながらも、柴又の駅まで迎えに行く。駅では雨宿りをしながら困っていたリリーが寅次郎の姿を見つけると嬉しそうに駆け寄り、相変わらずたどたどしくも意地を張ろうとする寅次郎と、からかうリリーのやり取りが交わされながら、2人は夜の参道を相合い傘で歩いていく。
この場面は同作のタイトルにもなった名場面であり、『メロン騒動』と合わせて、自己中心的で大人気なくも根は優しい寅次郎の人となり、そしてどんなに大喧嘩をしても心の底で相手を気遣い合う寅次郎、リリーの絆の深さを象徴したエピソードとしてセットで有名となっている。
「ぼたんの涙」
（第17作・男はつらいよ 寅次郎夕焼け小焼け）
芸者のぼたんが200万円の大金を騙し取られるが、法の盲点を突いたやり口になす術が見つからない。悲嘆に暮れるぼたんを横目に寅次郎はすっと立ち上がり、優しく別れの言葉を告げてとらやを飛び出していく。相手のところへ殴り込みに行こうとする寅次郎の捨て身の愛情に触れたぼたんは、幸福の涙を流す。

### 有名なセリフ
「男はつらいよ」シリーズには、繰り返し使用されるセリフが多数ある。以下はその代表例である。
「それを言っちゃあおしめぇよ」
ケンカの際においちゃんが言う「出てってくれ」に対して寅次郎が返すセリフ。第1作で渥美清がとっさに放ってしまったアドリブだったが、セリフの持つ意味に感心した山田洋次がその後、脚本に多用するようになった。
「相変わらずバカか？」
柴又に帰ってきた寅次郎が、備後屋などの顔なじみと交わす挨拶。これも元々は渥美清のアドリブであった。
「労働者諸君！」
寅次郎が、とらやの裏にある朝日印刷の印刷工に向かってかける言葉。マドンナに寅次郎の想いが伝わったと思い込み、寅次郎の機嫌が良い時にかけられることが多い。
「おいちゃん、店じめぇにするか」
旅先で出会ったマドンナがとらやに訪れ、近所の者が見物したさに集まったときに、とらやを臨時休業にすることが多い。寅次郎が客に向かって、満面の笑みで「今日はもうおだんご売り切れなの」と言って、店を閉めるパターンもある。
「今夜はこのへんでお開きってぇことにするか」
とらやの茶の間で妄想などを含んだ語りが終わり、自分の部屋に上がる際に言い残す言葉。
「お前、さては（さしずめ）インテリだな？」
寅次郎が言い合いで負けた時や、自分が理解できないことを言われた時によく使用する。寅の知識や才覚が、半生の中で身についたことを証明する台詞とも考えられる。
「結構毛だらけ猫灰だらけ」
商売の啖呵から派生している、寅次郎の口癖。投げやりになったり、すねている際などに吐くこともある。その後に「お尻の周りは糞だらけ」と続く場合が多い。
「たいしたもんだよ蛙の小便 見上げたもんだよ屋根屋のふんどし」
これも商売の啖呵から派生している、寅次郎の口癖。相手に感心したことを茶化して言うことが多い。「たいしたもんだよ」は「田へしたもんだよ」との掛詞になっている。
「四谷赤坂麹町、チャラチャラ流れるお茶の水、粋な姉ちゃん立ち小便」
「ヤケのヤンパチ日焼けのなすび、色が黒くて食いつきたいが、あたしゃ入れ歯で歯がたたないよときやがった」
「四角四面は豆腐屋の娘、色は白いが水臭い」
寅次郎が的屋商売でよく使う口上である。

## テレビアニメ
渥美清没後2年の命日を記念して、1998年8月7日19時に、高井研一郎作画のコミック版を元に、映画シリーズ第11作の『男はつらいよ 寅次郎忘れな草』をベースにした『アニメ 男はつらいよ〜寅次郎忘れな草〜』が、TBS『金曜テレビの星!』で放送された。
視聴率は7.1パーセント（ビデオリサーチ調べ、関東地区）であった。

### キャスト（テレビアニメ）
- 寅さん：山寺宏一
- リリー：冬馬由美
- さくら：岡本茉利
- 竜造：矢田稔
- つね：東美江
- 博：大塚芳忠
- タコ社長：峰恵研
- 御前様：槐柳二
- 源公：龍田直樹
- 満男：増田ゆき
- 備後屋：田原アルノ
- 栗原・夫：岡部政明
- 栗原・妻：種田文子
- あや子：荒木香恵
- 進一：津村まこと
- 水原：志賀克也
- めぐみ：菊地祥子
- 良吉：塩屋浩三
- 母親：有馬瑞香
- 司会者：星野充昭
- 社員A：小野塚貴志
- 社員B：鈴木正和
- マサル：喜田あゆみ
- 少年A：黒田やよい
- 隣人：坂東尚樹

### スタッフ（テレビアニメ）
- 原作：山田洋次
- 製作総指揮：村田英憲
- 製作協力：荒井雅樹（大船撮影所）、林律雄、高井研一郎
- プロデューサー：小野辰雄、山村俊史（TBS）
- アニメーションプロデューサー：出﨑哲
- 音楽：山本直純
- キャラクターデザイン・総作画監督：小林ゆかり
- 音響監督：加藤敏
- 美術監督：阿部幸次
- 色彩設定：西川裕子
- 撮影監督：岡崎英夫
- 音響効果∶横山正和
- 選曲∶合田豊
- 演出：棚橋一徳
- 文芸：小出一巳
- 絵コンテ・総監督：四分一節子
- 原著作・協力：松竹
- 制作協力：マジックバス
- テレビ版アニメ製作：エイケン、TBS

## 小説版
『けっこう毛だらけ-小説・寅さんの少年時代』（けっこうけだらけ しょうせつ とらさんのしょうねんじだい）は、山田洋次による日本の小説。『男はつらいよ 寅さんDVDマガジン』創刊号の第1号より最終号の第50号まで連載された。
映画シリーズの監督や脚本を務めた山田により、執筆される。映画版のストーリーを単純にそのままノベライズしたものではなく、主人公の車寅次郎の少年時代を描いた完全なオリジナルストーリーとなる。映画でも断片的に語られたことはあったが寅次郎の出生時の逸話が描かれるなど、小説版によって初めて明かされる設定なども少なくない。寅次郎の少年時代を中心にストーリーが展開するため、時代設定は映画版よりかなり前となっている。なお、山田が小説を執筆するのは、本作が初めてとなる。なお、本作は主人公が一人称で語る形式を採るため、山田は他の一人称の作品を参考に研究を重ね、工夫を凝らした。
その後、改稿・加筆を経て『悪童 小説 寅次郎の告白』（ワルガキ しょうせつ とらじろうのこくはく）と改題し、講談社より2018年9月7日に刊行、『少年寅次郎』と題してNHK総合テレビ「土曜ドラマ」で2019年にテレビドラマ化された。

## ラジオ番組
「みんなの寅さん」と題し、山田洋次監督50周年プロジェクトと文化放送開局60周年の企画として、2011年4月4日より2013年3月29日まで文化放送で『吉田照美 ソコダイジナトコ』の箱番組として午前8時13分頃～8時20分頃に放送していた。月曜から水曜は歴代マドンナやファンを招いてのトーク、木曜と金曜は前述の小説『けっこう毛だらけ』を倍賞千恵子による朗読で放送していた。また、2011年10月9日より2012年4月1日まで本放送を聴く事が出来ないリスナーのために、本放送を再編集した『みんなの寅さん日曜版』を日曜日9時30分から9時55分の25分番組として放送していた。
2013年4月より週一回化されて『続・みんなの寅さん』とタイトルを改め、同年4月7日より9月29日まで日曜日16時00分～16時30分の30分番組となるが、同年10月6日から2014年3月30日までは放送枠を変更して17時00分〜17時27分の27分番組に。2014年4月6日から9月28日まで『新・みんなの寅さん』へとタイトルを改めたが、同年9月30日からタイトルを『みんなの寅さん』に戻して火曜日19時05分〜19時15分の10分番組として2015年3月24日まで放送し、同年4月4日から土曜日6時40分〜6時50分に放送枠を再度変更と続いてきたが、2016年9月24日放送分をもって終了することになった。

## 関連作品
映像作品
- BSスペシャル 渥美清の寅さん勤続25年（NHK-BS2、1995年1月15日）
- クローズアップ現代 寅さんの60日（NHK総合、1995年12月11日）
- おーい 寅さん・男はつらいよをつくるシリーズ26年目の素顔（1996年3月21日ビデオ発売）
- おーい 寅さん Part2 最後の撮影現場日記（1997年7月21日ビデオ発売）
- 寅さん 鉄道ふれあい旅「20年目の夏 さくらと博が行く」(2016年8月11日、NHK BSプレミアム)
- 土曜ドラマ 少年寅次郎（2019年10月19日 - 11月16日 、NHK総合）
- プレミアムドラマ 贋作 男はつらいよ（2020年1月5日 - 1月26日、NHK BSプレミアム）

パチンコ
- CR男はつらいよ（1999年、サミー）
- CR男はつらいよ 寅次郎人情篇（2011年、三洋物産）

浪曲化
- 玉川太福により、浪曲化（〽付け）されている（山田洋次クレジット）

## パロディ&オマージュ作品
- フーセンのドラ太郎 - 『男はつらいよ』のキャラクターを猫と鼠に置き換えた1981年放送のアニメーション。山田洋次が原作・監修を務めた。
- ゲゲゲの鬼太郎 - （第2シリーズ41話 霊形手術）霊形手術によっていろんな顔に変えられるすべを手に入れた登場人物が、次々と映画俳優（高倉健、アラン・ドロンなど）の顔に変えていく中に寅さん（というより渥美そのもの） が現れる。他にもねずみ男が、寅さんと同様の格好をして放浪する回がある。その際、寅さんのおなじみのセリフを話す。
- ガンバの冒険 - （11話 ペテン師トラゴローを追え） - 寅さんをモチーフにした「トラゴロー」というキャラクターが登場している。
- きらりん☆レボリューション - 寅さんに似た格好をしている「ふーさん」が登場している。
- 地獄先生ぬ〜べ〜 - 原作のエピソードで、マウスが増殖し誰も手がつけられなくなるという話で、そのマウスを売る男が寅次郎をモチーフにしている。ただ、諸悪の根源という意味合いから、実際の寅さんよりも悪人面に描かれている。
- まじめにふまじめ かいけつゾロリ （89話 えっ! ゾロリのいもうと?）- 寅さん、さくら、おいちゃん、おばちゃん、たこ社長を意識したキャラクターが登場している。
- 魔弾戦記リュウケンドー - 随所に本作へのオマージュがちりばめられており、特に登場人物の一人「ガジロー」は、佐藤蛾次郎が演じた源公そのままのキャラクターで、佐藤の実子・佐藤亮太が演じている。
- サラリーマンNEO（NHK） - キャラシリーズに「渥美トラ次郎」という渥美と寅次郎をかけた虎模様の猫が登場する。
- 超力戦隊オーレンジャー - 第43話に登場したマシン獣「バラペテン」は、人間体として寅さんに似た「フーテンの熊」に化けることができる。
- 炎神戦隊ゴーオンジャー - 第21話に登場した「フーセンバンキ」は、公式ホームページによるとフーテンとフーセンをかけており、寅さんに似た言動や帽子、カバンを持っている。その声も、寅さんの物まね芸人である原一平が担当している。
- ぜんまいざむらい - 寅さんの名前を意識した「どろぼう猫の虎次郎」という猫が登場した（虎も猫科の動物で猫に虎とつける話は本作の映画にもある）。
- 天才てれびくんMAX- 天てれドラマ「ダーリンは11さい?!」の最終話に寅次郎を意識したキャラクターが登場する。
- 大!天才てれびくん-ドラまちがいの『熊次郎 おとこ旅 〜人情編〜』は本作を意識したタイトル、ストーリーである。
- サントリー『オランジーナ』のテレビCM「ムッシュはつらいよ」（2012年） - 舞台をフランスに移し、車寅次郎をモチーフにした「TORA」（演：リチャード・ギア）、源公をモチーフにした「GEN」少年が登場する[130]。
- 講談社『ウルトラアイ』 - トラさんという寅次郎に口調も含めて似たサブキャラが登場する。
- パズドラ (テレビアニメ) -(29話 トラゴンはつらいよ[131]) - トラゴンが、寅さんと似た格好をして家出をする。また、寅さんのおなじみのセリフを話す。
- また来てマチ子の、恋はもうたくさんよ- 登場人物設定を含め随所にオマージュが見られる。